# 1-я гвардейская танковая бригада
1-я гвардейская танковая бригада — гвардейская танковая бригада Красной армии ВС СССР, в годы Великой Отечественной войны.
Сокращённое действительное наименование — 1 гв. тбр
Первое гвардейское танковое соединение (танковая бригада) в Красной армии (приказ Народного Комиссара Обороны Союза ССР № 337, от 11 ноября 1941 года). Участвовала в Орловско-Брянской операции, битве за Москву, танковом сражении на Курской дуге, в освобождении Украины, в Проскуровско-Черновицкой, Львовско-Сандомирской, Висло-Одерской и Берлинской операциях против нацистской Германии и её союзников. За отважные и умелые действия личного состава в годы Великой Отечественной войны награждена шестью орденами. 29 танкистов бригады были удостоены звания Героя Советского Союза, а двум воинам бригады это звание присвоено дважды.
Полное действительное наименование: 1-я гвардейская танковая Чертковская дважды ордена Ленина Краснознамённая орденов Суворова, Кутузова и Богдана Хмельницкого бригада имени маршала бронетанковых войск М. Е. Катукова.

## Предшествующие события
1-я гвардейская танковая бригада берёт своё начало от 15-й и 20-й танковых дивизий РККА. В течение первых двух месяцев Великой Отечественной войны многие советские части и соединения оказались окружены и разгромлены войсками нацистской Германии и её союзников у западных границ СССР. Среди них оказались и танкисты 15-й и 20-й танковых дивизий. В конце июля 1941 года приказом советского командования начался отзыв с фронта наиболее ценных танковых кадров, не имевших материальной части и использовавшихся в боях в качестве обычных пехотинцев. Остатки 15-й танковой дивизии 16-го механизированного корпуса погибли в уманском котле в составе группы П. Г. Понеделина в начале августа 1941 года. 14 августа 1941 года дивизия была расформирована. А 20-я танковая дивизия 9-го механизированного корпуса, которая к началу войны имела всего 36 танков, потеряла их в первом бою 24 июня у Клевани против немецкой 13-й танковой дивизии, входившей в состав 1-й танковой группы генерала Э.Клейста. Остатки дивизии, без танков, численностью в две тысячи человек личного состава, вели бои в районе Коростеньского укрепрайона до 6 августа, а в конце августа оборонялись в районе севернее Чернигова; 9 сентября дивизия была расформирована.

## История

### Формирование в посёлке Прудбой
Формирование бригады началось через 2 месяца после начала Великой Отечественной войны. 19 августа 1941 года в посёлке Прудбой Сталинградской области из эвакуированных с фронта остатков личного состава уничтоженных в боях 15-й и 20-й танковых дивизий начала формироваться 4-я танковая бригада, командиром которой назначен полковник М. Е. Катуков (бывший командир 20-й танковой дивизии 9-го механизированного корпуса). На вооружение бригады поступили новые танки Т-34 с конвейера Сталинградского тракторного завода. При этом члены экипажей участвовали в сборке этих машин. В частности, будущий танкист-ас старший лейтенант Д. Ф. Лавриненко был назначен командиром танкового взвода Т-34. По воспоминаниям однополчан, получив новую машину Т-34, он произнёс: «Ну, теперь я с Гитлером рассчитаюсь!» Дополнительно с Урала прибыла рота тяжёлых танков КВ-1.
23 сентября личный состав и материальная часть были погружены в эшелоны, и утром 28 сентября бригада сосредоточилась в деревне Акулово, в районе станции Кубинка (Одинцовский район Московской области). К моменту передислокации в бригаде было 29 танков (7 КВ-1 и 22 Т-34-76). По прибытии в Кубинку бригада дополнительно получила лёгкие танки БТ-7, БТ-5 и устаревшие БТ-2, которые только что вышли из ремонта. 3-й танковый батальон (командир — старший лейтенант К. Г. Кожанов) пришлось оставить в Кубинке, так как он ещё не получил боевой техники.
Таким образом, на вооружении 4-й танковой бригады насчитывалось 49 танков, что не полностью соответствовало штату танковой бригады, установленному приказом Наркома обороны № 0063 от 12 августа 1941 года (по другим сведениям — бригада была укомплектована 46-ю или 56-ю танками). Закончив формирование к 3 октября 1941 года, бригада вошла в оперативное подчинение 1-го особого гвардейского стрелкового корпуса генерал-майора Д. Д. Лелюшенко.
Состав бригады к началу боевых действий (3 октября):
- Управление бригады
- Рота управления (командир — Е. В. Кучерский[11])
- Разведывательная рота (командир — капитан Антимонов[13])
- 4-й танковый полк (командир — майор Ерёмин[14])
  - 1-й танковый батальон (командир — капитан В. Г. Гусев)
    - 1-я рота тяжёлых танков (7 танков КВ-1, командир — капитан П. А. Заскалько)
    - 2-я рота средних танков (10 танков Т-34-76, командир — старший лейтенант В. И. Раков)
    - 3-я рота средних танков (10 танков Т-34-76, командир — старший лейтенант А. Ф. Бурда)

  - 2-й танковый батальон (командир — капитан А. А. Рафтопулло)
    - 1-я рота лёгких танков (10 танков БТ, командир — старший лейтенант К. М. Самохин)
    - 2-я рота лёгких танков (командир — старший лейтенант В. Я. Стороженко)
    - 3-я рота лёгких танков

  - 3-й танковый батальон (командир — старший лейтенант К. Г. Кожанов[9])
- Мотострелковый батальон (после 5.04.1942 — Мотострелково-пулемётный батальон; командир — капитан Д. А. Кочетков[11])
- Противотанковый дивизион
- Зенитный дивизион (командир — капитан И. В. Афанасенко[11])
- Автотранспортная рота
- Ремонтная рота (командир — В. Е. Иващенко[11])
- Санитарный взвод (начальник медицинской службы бригады — В. Н. Постников[11])

### Бои под Мценском
2 октября 1941 года 4-я танковая бригада под командованием полковника М. Е. Катукова выступила на Мценск (Орловско-Брянская операция), где с 4 по 11 октября вместе с другими частями и соединениями 1-го гвардейского стрелкового корпуса вела бои с превосходящими частями немецкой 2-й танковой группы генерал-полковника Гейнца Гудериана.
Не имевший точных сведений о ситуации в Орле полковник М. Е. Катуков направил в город две танковые разведгруппы. Одна из них, 13 танков с мотопехотой капитана В. Гусева, потеряла 2 Т-34 и 2 КВ-1 на подступах к Орлу. Другая, 8 танков с мотопехотой под командованием старшего лейтенанта А. Ф. Бурды подошла со стороны юго-восточной окраины города, действовала скрытно из засад, и 7 октября вышла без потерь к командному пункту полковника Катукова. Город был забит войсками и техникой противника.
5 октября бригада приняла свой первый бой против танковых частей группы Гудериана. Высланный к Ивановскому немецкий передовой отряд после короткой артподготовки вскрыл оборону мотострелкового батальона 4-й танковой бригады, пограничников 34-го полка НКВД и десантников 201-й воздушно-десантной бригады и начал осторожное продвижение в сторону Казначеево. В Казначеево немцы были встречены контратакой ударной танковой группы 4-й танковой бригады и отошли обратно за реку Оптуху. С немецкой стороны советская контратака описана следующим образом:

Затем на пути появляются от 10 до 15 танков противника, частично тяжёлых… Атака останавливается. Были также обнаружены ещё 8—10 танков, частично тяжёлых, справа и сзади, возле Богослово. Командир дивизии Лангерман решает перенести атаку на вторую половину дня.

Далее бригада действовала методом танковых засад у сёл Кефаново, Нарышкино и Первый Воин.
6 октября позиции бригады в районе села Первый Воин были вновь атакованы превосходящими силами немецких танков и мотопехоты. Подавив противотанковые пушки, танки противника вышли на позиции мотострелков и начали «утюжить» окопы. На помощь пехотинцам М. Е. Катуков срочно выслал группу из четырёх танков Т-34-76 под командованием старшего лейтенанта Д. Ф. Лавриненко. Кроме того, получив приказ прикрыть правый фланг 4-й танковой бригады, 11 танков Т-34 11-й танковой бригады в 17:30 нанесли фланговый удар по немецким позициям, совместно с танками 4-й танковой бригады восстановив положение.
7 октября танкисты отошли на рубеж Иваново, Голопёрово, Шеино. 9 октября основные силы немецкой 4-й танковой дивизии вновь перешли в наступление, и бригада вела оборонительные бои. Действовавшая вдоль шоссе Орёл — Мценск боевая группа Эбербаха потеснила советские войска и продвинулась до Головлёво, откуда была отброшена назад за реку Воинку контратакой ударной танковой группы 4-й танковой бригады. При этом немецкая сторона отмечает эти события следующим образом:

При этом противник подбивает ещё несколько танков и вспомогательных машин. Упорядоченному отходу мешает сильный артиллерийский огонь, в том числе и залповых установок, однако группе удаётся организованно отойти к высоте восточнее Воин и мосту. Главные силы танков отходят на старые позиции у Воина. Вражеские лётчики снова атакуют. Смеркается и начинает идти снег.

9 октября в бою у деревни Ильково был тяжело ранен, но не покинул боя, пока сам не потерял сознание, командир 2-го танкового батальона капитан А. А. Рафтопулло.
На следующий день группа Эбербаха была объединена с другой группой полковника Гролинга. Её передовой отряд из 30 танков с приданными орудиями скрытно прошёл 10 км под прикрытием метели по бездорожью в обход советских позиций, переправился по юго-восточному понтонному мосту через реку Зушу и в 12:00, спустя 7 часов с момента выступления, вышел на улицы Мценска. При этом основные силы немцев наступали по дороге на Мценск, тем самым 4-я танковая бригада оказалась в окружении. Неоднократные попытки советских танкистов 4-й и 11-й танковых бригад выбить передовой немецкий отряд из Мценска и освободить пути отхода за Зушу успехом не увенчались. В ночь на 11 октября бригада скрытно вышла из окружения на соединение с частями 26-й армии через находящийся к северу от Мценска железнодорожный мост через реку Зуша. До 16 октября бригада находилась в армейском резерве.
Действия частей 1-го гвардейского стрелкового корпуса, 4-й и 11-й танковых бригад затормозили продвижение противника на этом участке на 7 суток и нанесли ему урон в живой силе и технике. По советским данным, частями 4-й танковой бригады было уничтожено 133 танка, 49 орудий, 6 миномётов, 8 самолётов, 15 тягачей с боеприпасами и до полка пехоты. Собственные потери бригады составили 23 танка, 24 автомашины, 555 человек убитыми, ранеными и пропавшими без вести.
Действия советских войск против немецкой 4-й танковой дивизии Лангермана оказались успешными ещё из-за того, что на этом направлении результативно работали не только советские танкисты, но и лётчики, и «катюши» (причём активные действия авиации и реактивной артиллерии отмечали обе стороны). В результате немецкая 4-я танковая дивизия была сильно ослаблена: по немецким данным, к 16 октября в ней осталось на ходу всего лишь 38 танков из 59 на 4 октября. В частности, потери наступавшего 35-го танкового полка 4-й танковой дивизии с 3.10 по 13.10 составили 16 танков (из них 2 Pz.II, 8 Pz.III и 6 Pz.IV) и ещё 1 машина из 79-го разведывательного танкового батальона, при этом в начале боёв в 35-м танковом полку было 56 танков на ходу. В своих воспоминаниях Гейнц Гудериан описывает несколько другие причины этой неудачи:

Южнее Мценска 4-я танковая дивизия была атакована русскими танками, и ей пришлось пережить тяжёлый момент. Впервые проявилось в резкой форме превосходство русских танков Т-34. Дивизия понесла значительные потери. Намеченное быстрое наступление на Тулу пришлось пока отложить.
…
Особенно неутешительными были полученные нами донесения о действиях русских танков, а главное, об их новой тактике.
…
Русская пехота наступала с фронта, а танки наносили массированные удары по нашим флангам. Они кое-чему уже научились.

Столь заметные расхождения между оценкой немецких потерь командованием 4-й танковой бригады и собственными отчётами противника могут быть объяснены тем, что штаб 4-й танковой бригады суммировал сведения о результатах боя как от подразделений самой бригады, так и от приданных бригаде частей, в частности, 34-го мотострелкового полка оперативных войск НКВД и 201-й воздушно-десантной бригады. Таким образом, потери, нанесённые противнику в ходе одного и того же боя учитывались несколько раз.
Ещё одним итогом осмысления опыта боёв под Орлом с немецкой стороны стал рапорт командира 4-й танковой дивизии Лангермана от 22 октября 1941 года, в котором, в частности, отмечалось, что «впервые в ходе Восточного похода выявилось абсолютное превосходство русских 26-тонных и 52-тонных танков над нашими Pz.III и Pz.IV» и в качестве безотлагательных мер предлагалось «немедленно начать собственное производство русского 26-тонного танка» и ряд других предложений по созданию новых видов вооружений, которые позволят достичь технического превосходства над советскими танками.
В ноябре 1941 года на фронт прибыла специальная комиссия с целью изучить новые типы советских танков. В состав комиссии, прибывшей во 2-ю танковую армию, входили известные конструкторы: профессор Порше (фирма «Нибелунген»), инженер Освальд (фирма MAN) и доктор Адерс (фирма «Хеншель»). Комиссия провела подробные технические исследования тяжёлых танков КВ-1, КВ-2 и среднего Т-34, имевшихся в расположении 35-го танкового полка 4-й танковой дивизии, в том числе из состава 11-й танковой бригады, предположительно потерянных 6 октября 1941 года на шоссе Орёл — Мценск. Результаты, полученные комиссией, способствовали ускорению работ немецких конструкторов над новым средним танком PzKpfw V «Пантера».
Грамотные и разумные действия 4-й танковой бригады в оборонительных боях не остались незамеченными и советским командованием. За бои под Мценском Указом Президиума Верховного Совета СССР от 10 октября 1941 года старшему сержанту И. Т. Любушкину было присвоено звание Героя Советского Союза, и ещё 32 бойца были награждены правительственными наградами.

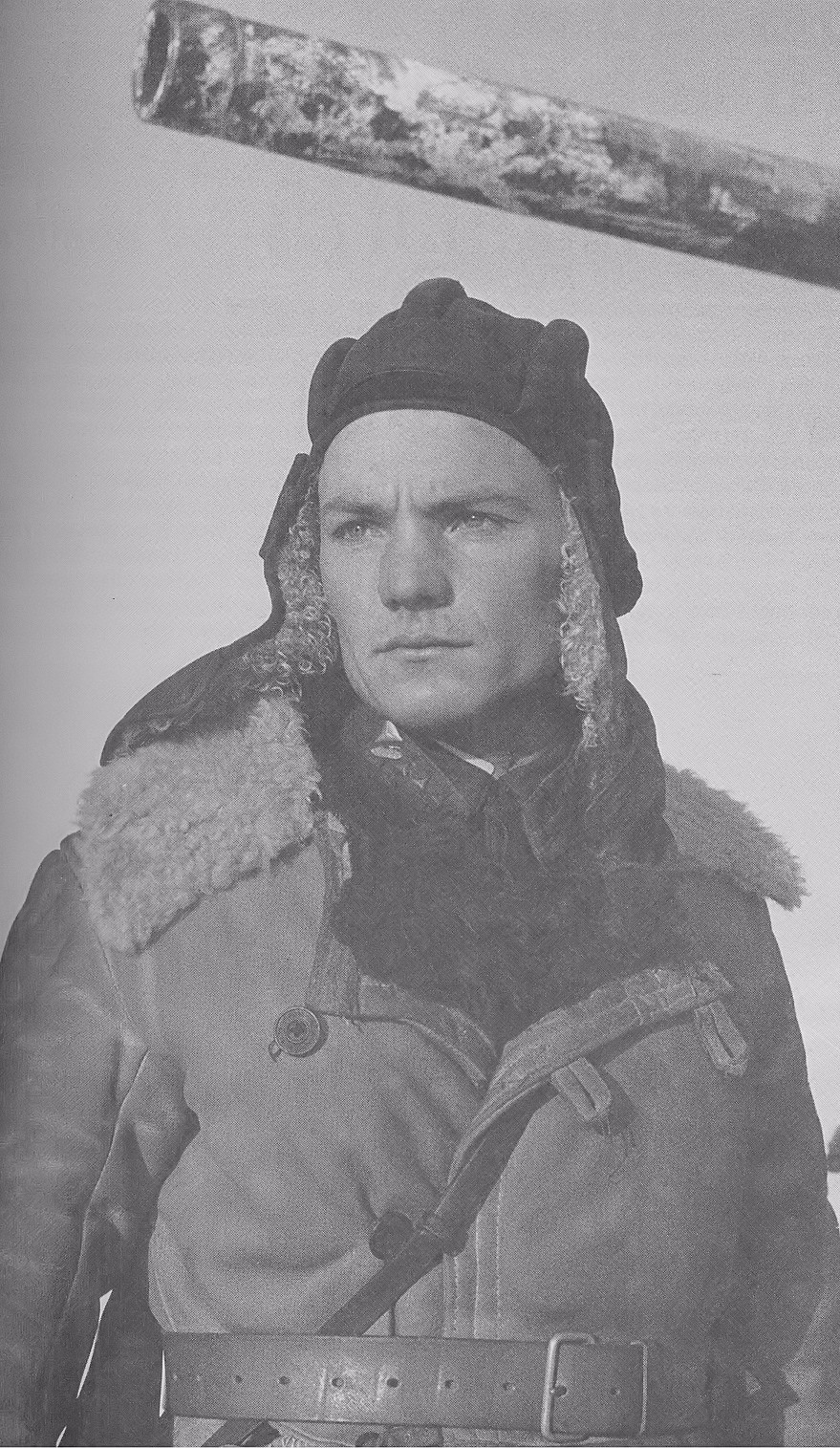
Герой Советского Союза И. Т. Любушкин
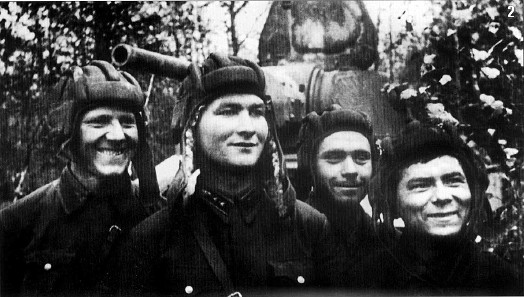
Экипаж танка Т-34 лейтенанта Г. М. Лугового (в центре). Октябрь 1941 г.
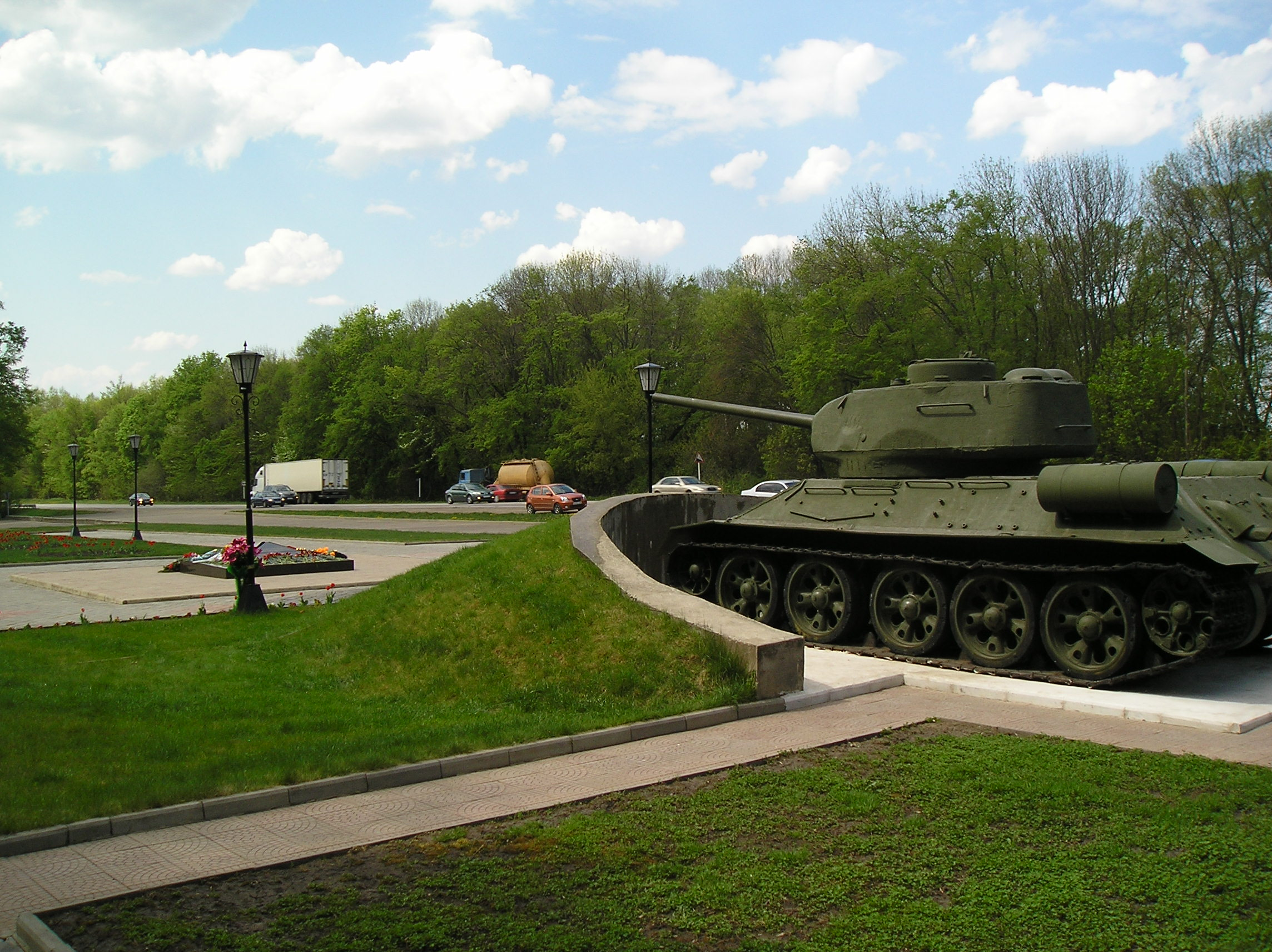
В октябре 2001 года открыт мемориал героям-танкистам в районе села Первый Воин, трасса М2

### На волоколамском направлении
В ночь на 17 октября 1941 года по личному указанию Сталина бригада начала переброску своим ходом под Москву на волоколамское направление. Совершив 360-километровый марш, 4-я танковая бригада в составе Западного фронта обороняла рубеж к северу от шоссе Волоколамск — Москва, проходивший через сёла Ченцы, Большое Никольское, разъезд Дубосеково, вместе с частями 316-й стрелковой дивизии (генерал-майор И. В. Панфилов) и кавалерийской группой (генерал-майор Л. М. Доватор).

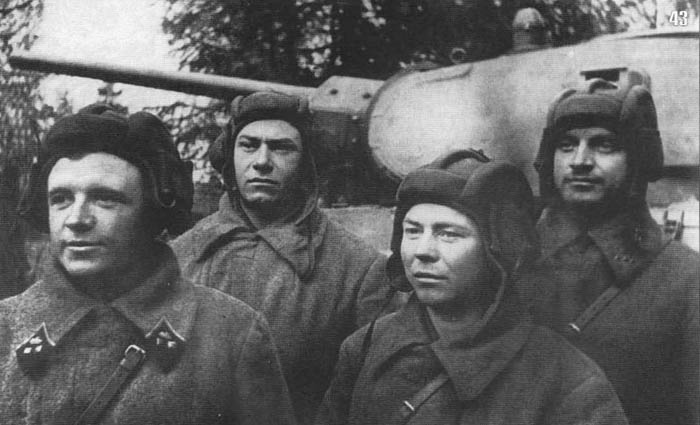
Танковый экипаж Д. Лавриненко (крайний слева). Октябрь 1941 г.

20 октября из Серпухова в расположение бригады прибыл экипаж Д. Ф. Лавриненко, оставленный по просьбе командования 50-й армии для охраны её штаба. Выяснилось, что он уничтожил под Серпуховым прорвавшийся немецкий разведывательный отряд, сдав коменданту Серпухова 13 автоматов, 6 миномётов, 10 мотоциклов с колясками и противотанковое орудие с полным боекомплектом, а также захватив несколько пленных и штабной автобус. В автобусе оказались документы и карты, которые М. Е. Катуков немедленно отправил в Москву.
Заняв Волоколамск, немецкие войска готовили удар по правому флангу 316-й стрелковой дивизии и для этой цели сосредоточили свои силы в деревне Калистово, северо-восточнее Волоколамска. Генерал-майор И. В. Панфилов решил нанести удар по этому селу и попросил полковника М. Е. Катукова поддержать его танками. 28 октября 1941 года командир 2-го танкового батальона старший лейтенант П. П. Воробьёв, сменивший выбывшего из строя по ранению майора А. А. Рафтопулло, получил боевую задачу от командира бригады полковника М. Е. Катукова по оказанию непосредственной поддержки пехоты при атаке на деревню Калистово. Группа из четырёх Т-34 ворвалась в Калистово и уничтожила несколько танков и орудий. Назад благополучно вернулись только три машины, машина командира получила повреждения и была обездвижена в деревне. При покидании танка П. П. Воробьёв был прошит автоматной очередью. Всего за четыре месяца войны личный счёт П. П. Воробьёва составил 14 танков и самоходных орудий, а также 3 бронетранспортёра противника. На посту командира танкового батальона его заменил А. Ф. Бурда.
10 ноября 1941 года командиру бригады М. Е. Катукову было присвоено звание генерал-майора танковых войск, и он был награждён орденом Ленина. А 11 ноября приказом Народного Комиссара Обороны СССР № 337 за отважные и умелые действия личного состава в боях под Орлом и Мценском, бригада была удостоена почётного звания «Гвардейская» и переименована в 1-ю гвардейскую танковую бригаду, став тем самым первым гвардейским танковым соединением в Красной Армии. 21 ноября 1941 года соединению было торжественно вручено гвардейское боевое знамя.
С 12 по 15 ноября бригада вела бои по ликвидации укреплённого узла немцев в районе Скирманово — Козлово. После ряда безуспешных попыток 18-й стрелковой дивизии овладеть опасным выступом у деревни Скирманово (Рузский район Московской области), занятой немецкой 10-й танковой дивизией, командующий 16-й армией К. К. Рокоссовский создал более мощную ударную группировку из частей 18-й стрелковой и 50-й кавалерийской дивизий, а также недавно поступившей в состав армии 1-й гвардейской, 27-й и 28-й танковых бригад при поддержке пушечных и противотанковых артиллерийских полков и трёх дивизионов «катюш». 12 ноября после сильной артподготовки началось наступление. 1-я гвардейская танковая бригада атаковала противника фронтальным ударом силами 15 Т-34 и двух КВ. Три танка Т-34 (взвод Лавриненко) шли первыми и вызывали огонь противника на себя, чтобы выявить расположение огневых точек. Следующие за взводом Лавриненко два танка КВ (Заскалько и Полянский) поддерживали огнём взвод Лавриненко. 27-я и 28-я танковые бригады наступали с флангов.

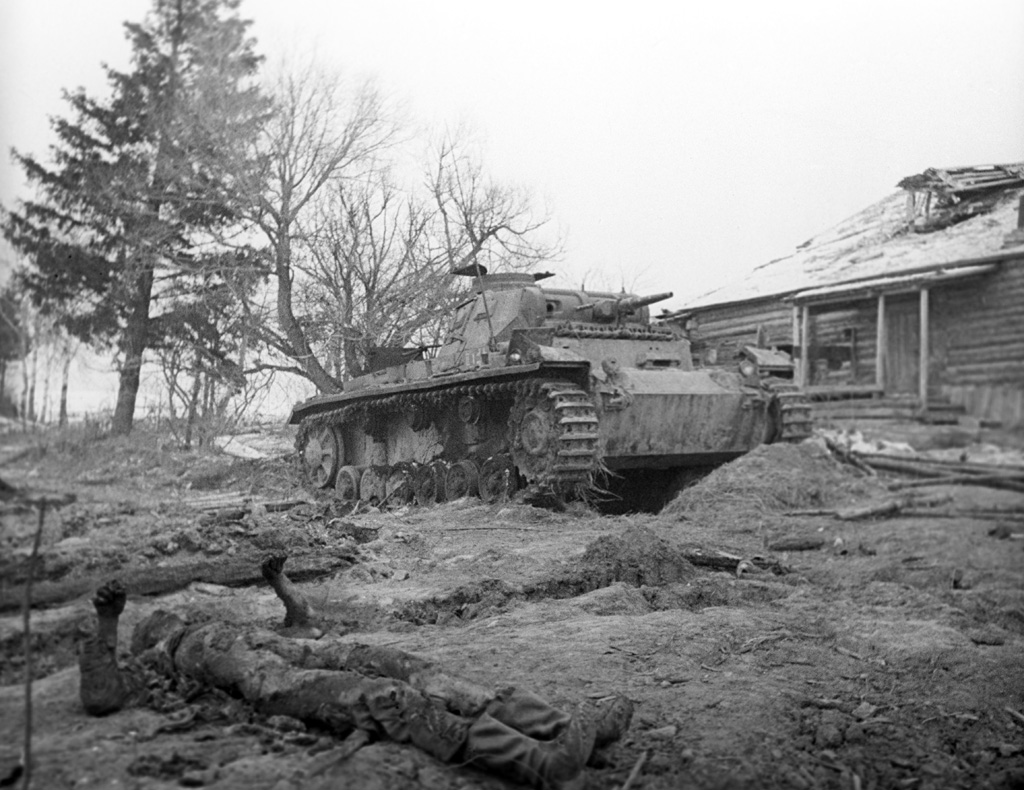
Подбитый немецкий танк Pz.III у деревни Скирманово, ноябрь 1941 года

После упорных боёв 13—14 ноября Скирмановский плацдарм был взят. По советским данным, в ходе боёв за Скирманово было уничтожено 34 немецких танка, 23 орудия, 26 миномётов, 8 тягачей, 20 пулемётных гнёзд, 13 дзотов и до трёх рот пехоты противника. По оценке немецкого командования, «после жестокого сражения предмостное укрепление было сдано, для того чтобы избежать дальнейших потерь. 10-я танковая дивизия уничтожила 15 танков противника, в том числе два 52-тонных, и 4 сильно повредила». По советским данным, к 16 ноября в 1-й гвардейской танковой бригаде осталось 19 танков KB и Т-34 и 20 лёгких танков. По оценке М. Е. Катукова: «Впервые за короткую историю своего существования бригада понесла существенные потери».
После успешного захвата плацдарма советское командование решило развить успех и выйти в тыл волоколамской группировке немецких войск с тем, чтобы сорвать ожидавшееся со дня на день наступление. В ночь на 16 ноября 16-я армия произвела перегруппировку войск и с 10:00 перешла в наступление. В это же утро противник начал наступление на стыке 316-й стрелковой дивизии и кавалерийской группы Л. М. Доватора. Таким образом, весь день 16 ноября 16-я армия вела наступление своим правым крылом и оборонялась — левым крылом и центром. В частности, 316-я стрелковая дивизия с 1-й гвардейской танковой бригадой и кавалерийская группа Доватора с приданным 1-м танковым батальоном 11-й танковой дивизии противостояла значительно превосходящим 46-му моторизованному корпусу (генерал танковых войск Генрих фон Витингоф, 5-я и 11-я танковые дивизии) и 5-му армейскому корпусу (генерал пехоты Рихард Руофф, 2-я танковая, 35-я и 106-я пехотные дивизии).
С 16 по 30 ноября бригада вела оборонительные бои на Волоколамском направлении, прикрывая отход частей 16-й армии за Истринское водохранилище. По советским данным, в этих боях частями бригады уничтожено 106 танков, 16 тяжёлых орудий, 37 противотанковых орудий, 5 самолётов, 16 миномётов, 8 миномётных батарей, 8 тягачей, 27 пулемётных гнёзд, 55 автомашин, 51 мотоцикл и до трёх полков солдат и офицеров противника. Потери бригады составили 7 танков. К 24 ноября численность танкового парка бригады сократилась до 26 танков, а к 27 ноября — до 17 боевых машин (2 КВ-1, 6 Т-34 и 9 Т-60).
29 ноября для парирования прорыва немецких войск из района Солнечногорска на Крюково вдоль Ленинградского шоссе бригада была переброшена на новый оборонительный рубеж Баранцево, Брёхово, Каменка (Солнечногорский район). До Москвы оставалось всего 40 км.
5 декабря 1941 года гвардии старший лейтенант Д. Ф. Лавриненко был представлен к званию Героя Советского Союза. В наградном листе отмечалось: «…выполняя боевые задания командования с 4 октября и по настоящее время, беспрерывно находился в бою. За период боёв под Орлом и на Волоколамском направлении экипаж Лавриненко уничтожил 37 тяжёлых, средних и лёгких танков противника…»
4 декабря 1941 года началось наступление советских войск под Москвой, к которому 1-я гвардейская танковая бригада была усилена и насчитывала в своём составе 39 танков. 145-я, 1-я гвардейская, 146-я и 17-я танковые бригады совместно со стрелковыми частями 16-й армии прорвали оборону противника и, преодолевая его сопротивление, продвигались вперёд. 4—8 декабря развернулись ожесточённые бои за село Крюково (ныне в черте города Зеленограда), важный узел дорог и крупный населённый пункт, где оборонялись 5-я танковая и 35-я пехотная дивизии вермахта. Части 8-й гвардейской стрелковой дивизии им. И. В. Панфилова и 1-й гвардейской танковой бригады дважды ночью атаковали позиции противника и освободили Крюково к исходу 8 декабря.
8 декабря бригада вела бои в составе 20-й армии по уничтожению Истринской группировки немцев в районе Петровское, Давыдковское, Буньково, Ябедино, Зенькино, Мыканино, Ново-Иерусалимская, Ядренино, Румянцево, Рубцово, Крюково, Каменка.
12 декабря части бригады перешли в общее наступление вдоль шоссе Истра-Волоколамск. К 15 декабря немецкая оборона на западном берегу Истринского водохранилища была сломлена, решающее значение сыграл выход на фланги противника подвижных танковых групп Ремизова и Катукова, обошедших водохранилище с севера и юга.
К 18 декабря подразделения 1-й гвардейской танковой бригады вышли на подступы к Волоколамску. Разгорелись бои в районе деревень Сычёво, Покровское, Гряды и Чисмена. В бою за село Горюны (Волоколамский район) погиб самый результативный танкист Красной Армии за всю Великую Отечественную войну — гвардии старший лейтенант Д. Ф. Лавриненко, записав на свой боевой счёт последний 52-й немецкий танк.

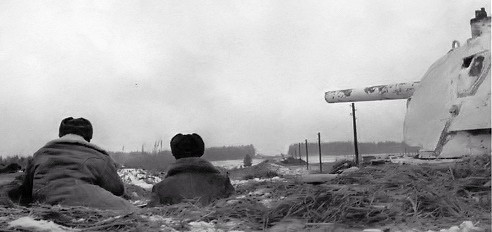
Т-34 на дальних подступах к столице, в районе Волоколамского шоссе, Западный фронт. Ноябрь 1941 года
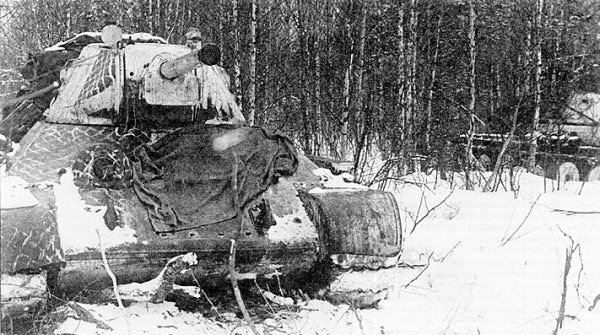
Танки Т-34 1-й гв. тбр. Декабрь 1941 г.
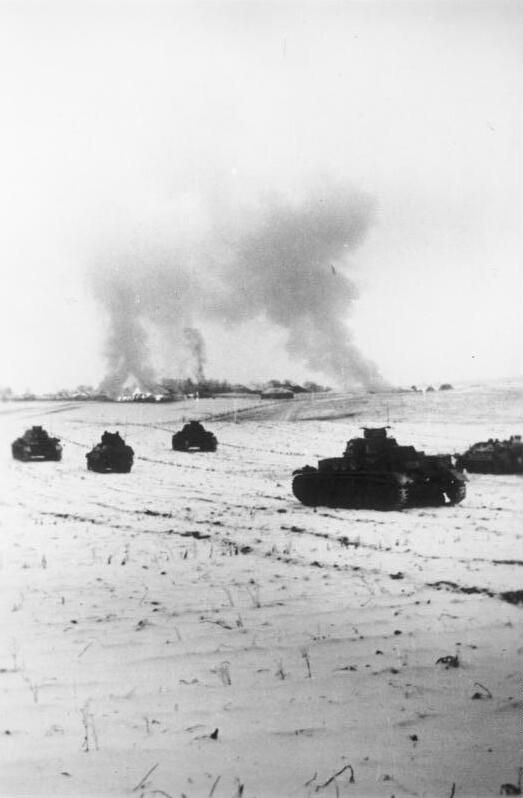
Немецкие танки атакуют советские позиции в районе Истры, 25 ноября 1941 года

20 декабря наступление продолжилось, был освобождён Волоколамск, совместно с 17-й танковой бригадой предпринято наступление на запад в направлении Алфёрово, Сидельницы, Захарино, Погубино, Спас-Рюховское.
26 декабря в боях за Михайловское погиб командир роты мотострелковой бригады гвардии лейтенант Т. Ф. Рябов. Далее бригада прорывала сильно укреплённую линию обороны немцев по рекам Лама и Руза, Лудина Гора. В боях за опорный пункт в деревне Тимково погиб один из лучших танкистов бригады гвардии старший сержант П. С. Молчанов. На его боевом счёту было 11 уничтоженных танков противника.
28 декабря бригада вела ожесточённый бой за село Ивановское. 30 декабря завершена ликвидация Тимковской группировки противника.
В январе-марте 1942 года бригада участвовала в Ржевско-Вяземской операции. В январе 1942 года в селе Ивановское близ Волоколамска находился командный пункт М. Е. Катукова. 20 декабря 1981 года на том месте установлена мемориальная доска.
10 января 1942 года, прорвав немецкую оборону, войска 20-й армии перешли в наступление. Танки 1-й гвардейской танковой бригады поддерживали действия пехоты на рубеже Захарино, Большое и Малое Голопёрово, Тимонино, Колеево и далее в направлении Гжатска (70 км западнее Волоколамска). 16 января была взята станция Шаховская, ликвидирован Ламский оборонительный рубеж противника.
23 января бригада с боями вошла на землю Кармановского района Смоленской области. 25 января бригада передана в 5-ю армию.
В феврале-марте 1942 года 1-я гвардейская танковая бригада совместно с другими частями ведёт боевые действия на территории Кармановского и Гжатского районов Смоленской области. В этот период танки 1-й гвардейской танковой бригады самостоятельную задачу в бою не выполняли и использовались только для поддержки боевых действий стрелковых частей 1-й гвардейской, 40-й стрелковой и 64-й морской стрелковой бригад 20-й армии. 22 февраля 1942 года в бою у деревни Аржаники Смоленской области погиб мастер танкового боя, «наш ас», гвардии капитан К. М. Самохин, на счёту у которого было более 30 (по некоторым оценкам — 79) танков и САУ противника. Всего в течение трёх дней с 18 по 21 февраля бригада потеряла 3 КВ-1 и 8 Т-34.

### В обороне на Воронежском фронте
В конце марта 1942 года после шести месяцев непрерывных боёв под Москвой 1-я гвардейская танковая бригада была выведена на доукомплектование в резерв Ставки Верховного Главнокомандования, в район Сокольники города Москвы. Полученный опыт наступательных операций зимы 1941 — весны 1942 года показал, что танковые бригады не располагают возможностями для самостоятельных действий в глубине обороны противника. «…Отсутствие в составе фронтов и армий крупных танковых соединений не позволяло в полном объёме решать такую важную задачу наступления, как развитие тактического успеха в оперативный. В связи с этим и в контрнаступлении под Москвой, и в последующих наступательных операциях зимы 1942 года советским войскам не удалось осуществить окружение крупных группировок противника и развитие наступления на большую глубину. Поэтому необходимость создания крупных танковых соединений, которые обладали бы высокой подвижностью и большой ударной силой, было в то время одной из важнейших проблем строительства танковых войск.» Первым шагом в возрождении в Красной Армии этих крупных танковых соединений стало формирование танковых корпусов.
В апреле 1942 года бригада составила костяк вновь сформированного 1-го танкового корпуса. Вместо ушедшего на повышение М. Е. Катукова командиром бригады стал гвардии полковник Н. Д. Чухин.
В течение апреля к прибывшей в Липецк 1-й гвардейской танковой бригаде присоединились остальные бригады, таким образом к концу апреля 1942 года укомплектование корпуса закончилось, а личный состав приступил к боевой учёбе.
С 21 апреля 1942 года директивой Ставки ВГК № 170284 от 20 апреля 1942 года 1-й танковый корпус, вместе с 3-м и 4-м танковыми корпусами передан в состав Брянского фронта. Соединения и части корпуса заняли позиции в деревнях севернее города Ливны Орловской области.
Утром 28 июня после артиллерийской и авиационной подготовки соединения немецкой армейской группы «Вейхс» (2-я армия генерала Вейхса; 4-я танковая армия генерала Гота, 2-я венгерская армия генерала Густава Яни) перешли в наступление против войск левого крыла Брянского фронта. Началась операция «Блау». Вермахт, прорвав оборону советских войск на стыке Брянского и Юго-Западного фронтов, устремился к Воронежу.

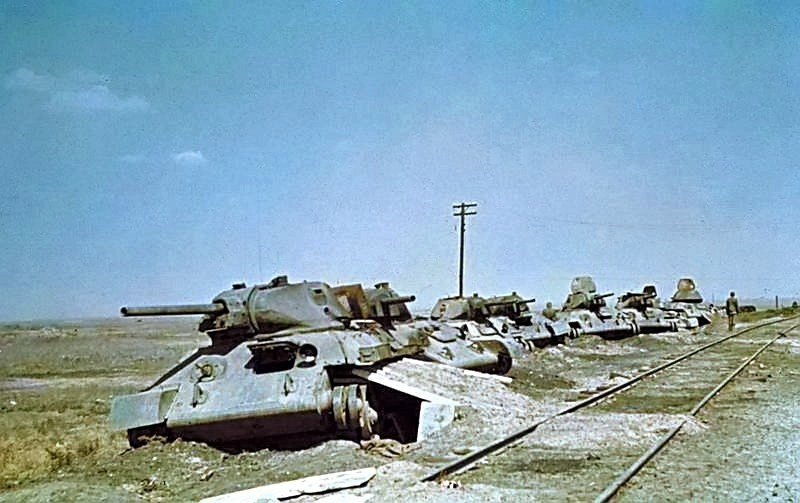
Т-34-76, брошенные при неудачной разгрузке на линии Ворошиловка — Сталинград, 21 июня 1942 г.

30 июня 1942 года состоялся первый бой бригады на территории Орловской области. В районе Опытное поле во встречном бою за деревню Муравский шлях (под городом Ливны) погиб Герой Советского Союза гвардии лейтенант И. Т. Любушкин. Прибыв на одну из железнодорожных станций, танковый батальон Александра Бурды попал под авианалёт и одновременно под удар немецких танков. При этом с фланга, из-за железной дороги, вдоль которой выдвигался батальон, открыли огонь немецкие противотанковые орудия. Советские танкисты открыли огонь прямо с железнодорожных платформ, и прикрывая друг друга, съезжали с платформ, чтобы занять боевой порядок. По воспоминаниям участника боя А. А. Рафтопулло:

В этом столкновении и погиб один из лучших танкистов, Герой Советского Союза Иван Любушкин. Только он расправился с пушкой гитлеровцев, как прямым попаданием бомбы была разбита башня его «тридцатьчетвёрки». Любушкин и его башенный стрелок Литвиненко убиты наповал, стрелок-радист Егоров тяжело ранен и только механик-водитель Сафонов остался невредим. Он успел выскочить из охваченной пламенем машины. Танк Любушкина горел на глазах у его товарищей до захода солнца, и то, что пережили они, глядя на него, невозможно описать…

Всего на боевом счёту И. Т. Любушкина было 20 уничтоженных танков и самоходных артиллерийских установок противника.
С 1 июля по 7 сентября 1942 года 1-я гвардейская танковая бригада в составе 1-го танкового корпуса вела оборонительные бои в полосе 13-й и 38-й армий Брянского фронта в районе города Воронеж (Воронежско-Ворошиловградская операция). Особенно ожесточённые схватки произошли в районе Опытное поле — Юдино, Верейка, Муравский шлях и др. В июльских боях 1942 года под Воронежем на СПАМе бригады ремонтники роты технического обслуживания (В. Е. Иващенко) отремонтировали и возвратили в строй 80 танков.
Затем на рубеже Лебяжье, Ломово, Сомове предприняла наступательные бои. С 12 по 17 августа танкисты-гвардейцы наступали на Рубцово-Коветье, не подпустили противника к Липецку. В этих боях заболевшего Н. Д. Чухина сменил новый командир бригады подполковник В. М. Горелов.

### Позиционные бои на Калининском фронте и под Харьковом
В сентябре 1942 года в городе Калинине М. Е. Катуков сформировал 3-й механизированный корпус, в который 18 сентября вошла и 1-я гвардейская танковая бригада. Бригада переброшена на Калининский фронт, где участвовала в тяжёлых позиционных боях Ржевско-Сычёвской наступательной операции и в лесисто-болотистой местности, в условиях зимнего бездорожья при активных действиях авиации противника овладела рядом укреплённых пунктов в районе городов Белый, Великие Луки, Нелидово.
В одном из боевых эпизодов, группа танков под командованием А. Ф. Бурды совершила рейд в тыл противника и вывела из окружения кавалерийскую часть.
В боях в снегах Калининской области погибло 264 воина бригады. В бою за Большое Борятино 22 декабря 1942 года погиб один из лучших механиков-водителей бригады, герой подмосковных боёв А. В. Дибин. 23 декабря 1942 года в бою за деревню Вереиста Оленинского района Калининской области был смертельно ранен командир танка КВ-1 гвардии старший лейтенант Ж. Р. Рахметов, на боевом счёту которого к тому моменту было 11 подбитых и уничтоженных танков противника. Тяжёлую ситуацию со снабжением 1-й гвардейской танковой бригады на Калининском фронте передают послевоенные мемуары:

…зимой на Калининском фронте было очень трудно. Из-за очень снежной зимы снабжение и подвоз всех видов довольствия стали крайне затруднительными. Люди голодали и обовшивели. Доходило до того, что наша авиация сбрасывала ящики с продовольствием с бреющего полёта, многие из которых так и не могли найти из-за глубокого снега. Если после удачной находки продовольствия начинала топиться полевая кухня, то на запах осторожно подходили два-три немецких солдата. В каждой руке по пять-шесть котелков. Вжимая головы в плечи и не поднимая глаз, вставали в конец очереди. Повар немцев материл, но кое-что им давал. Остальные старались на них не смотреть. Наши тоже к ним ходили, когда у немцев топилась кухня. Картина была та же.

В феврале 1943 года бригада в составе 3-го механизированного корпуса совершила 400-километровый марш на Северо-Западный фронт, где участвовала в операции «Полярная Звезда». Однако была выведена из боёв до окончания операции из-за тяжёлого положения войск Красной армии под Харьковом.
5 марта 1943 года во время контрнаступления немецких войск под Харьковом был контужен у станции Лозовая Харьковской области и попал в плен Герой Советского Союза командир танка Т-34 лейтенант Е. А. Луппов. В 1945 году освобождён американскими войсками, репатриирован, прошёл спецпроверку в 5-й запасной стрелковой дивизии и в том же году уволен в запас.

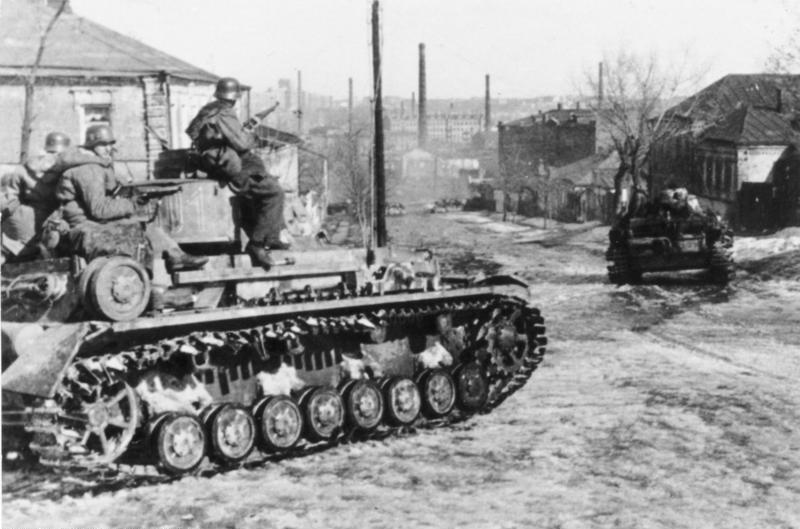
Танки Немецкий танк Pz.Kpfw.IV из танкового корпуса СС на Холодной Горе, март 1943 г.
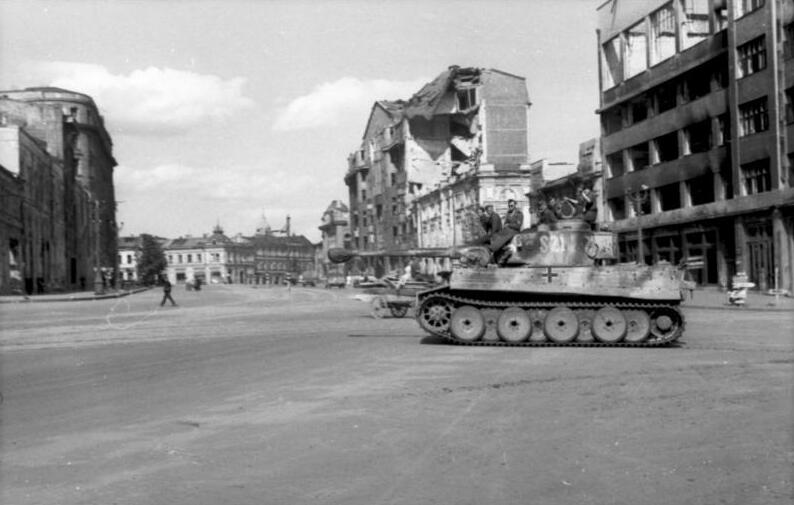
Немецкий «Тигр» в отбитом у советских войск Харькове на пл. Розы Люксембург, март 1943 г.

### Курская битва
Весной 1943 года генерал-лейтенант танковых войск М. Е. Катуков по заданию Ставки сформировал 1-ю танковую армию. В составе 3-го механизированного корпуса 1-я гвардейская бригада теперь входила в эту армию. В марте 1943 года бригада была переброшена на Воронежский фронт и начала подготовку к сражению на Курской дуге на обояньском направлении Воронежского фронта, где позади позиций 6-й гвардейской армии И. М. Чистякова заняла оборону 1-я танковая армия М. Е. Катукова.

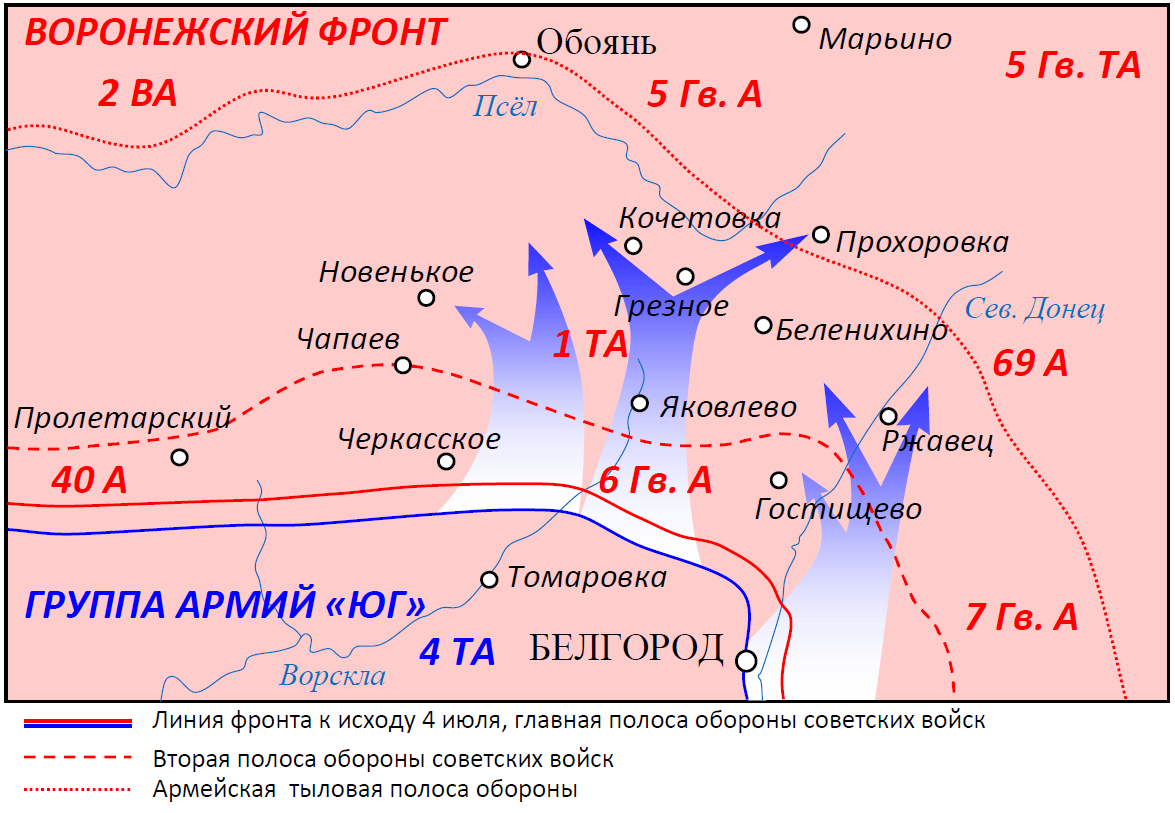
Деревня Яковлево (в центре) на направлении главного удара 2-го танкового корпуса СС.

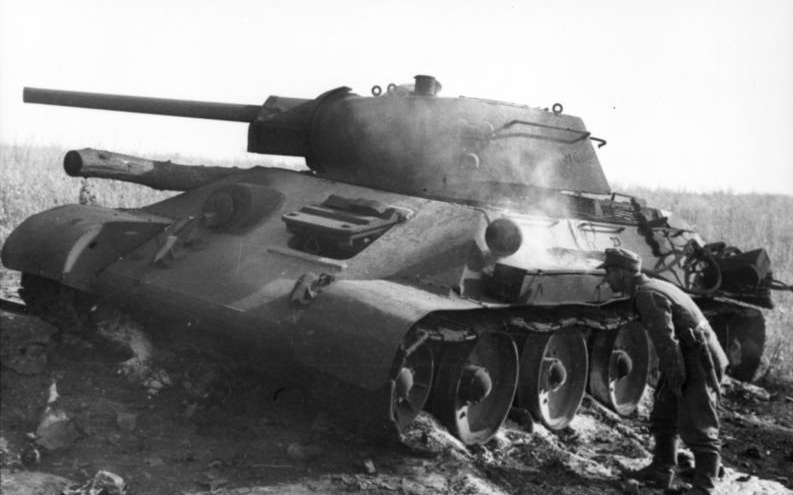
Немецкий солдат разглядывает подбитый советский танк Т-34, Покровка, июнь 1943 года

Летом 1943 года бригада участвовала в Курской битве. Бригадой командовал гвардии полковник В. М. Горелов, 1-м танковым батальоном — гвардии капитан И. Н. Гавришко, 2-м — гвардии капитан С. Вовченко.
5 июля бригада вступила в бой с наступающими немецкими танками из состава 1-й танковой дивизии СС «Лейбштандарт СС Адольф Гитлер» (2-й танковый корпус СС) у деревни Яковлево Белгородской области. 6 июля 1943 года у деревни Яковлево около 80 немецких танков устремились на позиции второго танкового батальона капитана С. Вовченко. В воздухе работали до 70 самолётов люфтваффе. Танкисты-гвардейцы били по немецким танкам из засад. В этом бою погиб командир танкового взвода гвардии лейтенант В. С. Шаландин. Подбив двух «Тигров» и ещё один танк, его Т-34 загорелся. Напоследок Шаландин решил пойти на горящем танке на таран немецкого «Тигра». До последней возможности сражался командир танкового взвода гвардии лейтенант Ю. М. Соколов. В его блокноте нашли выписанные на память слова Н. А. Некрасова: «Важно только одно: любить народ, Родину; служить им сердцем и душой». К месту засады танка гвардии старшего лейтенанта Г. И. Бессарабова вышли двумя колоннами около ста немецких танков. Подпустив их на близкое расстояние, лейтенант расстрелял трёх «Тигров» и два средних танка. Заместитель командира по политчасти капитан А. Т. Титков заменил раненого комбата С. Вовченко.
7 июля 1943 года из района Дубравы — Солонцы части вермахта силами около 400 танков (из них 100 «Тигров») двинулись в наступление на позиции 1-й (полковник И. В. Мельников), 3-й (полковник А. X. Бабаджанян) и 10-й (полковник И. Я. Яковлев) механизированных бригад и 1-й гвардейской танковой бригады (гвардии полковник В. М. Горелов), 14-й истребительной противотанковой артбригады РВГК (полковник И. В. Заботин), 28-й и 29-й ИПТАБр и других частей усиления. Танкисты дивизии «Мёртвая голова» трижды теснили 1-ю гвардейскую танковую бригаду и в конце дня овладели Покровкой. В течение дня в боях отличились многие танкисты 1-й гвардейской танковой бригады. В частности, танковая рота старшего лейтенанта И. П. Кульдина записала на свой боевой счёт 28 уничтоженных танков противника, в том числе 10 «Тигров».
Отважно действовали танкисты 1-го танкового батальона капитана Н. И. Гавришко. Его батальон уничтожил за период с 5 по 9 июля 1943 года 33 немецких танка, 10 из которых Т-6 «Тигр», 15 орудий различного калибра, 23 автомашины и до 720 солдат и офицеров вермахта. Экипаж гвардии младшего лейтенанта В. С. Калинчука в районе деревни Верхопенье уничтожил двух «Тигров». После того как его Т-34 загорелся, а сам он был ранен, из горящей машины подбил ещё один танк. Слаженно и умело действовали танкисты роты В. А. Бочковского, Н. Нижника, экипажи И. П. Калюжного, Горбачёва, Мануковского, Заплахова и другие.
Почти в течение недели танкисты-гвардейцы совместно с другими советскими частями сдерживали натиск крупной танковой группировки противника. По советским данным, за пять дней обороны бойцы 1-й гвардейской танковой бригады уничтожили 94 танка (в том числе 30 «Тигров»), подбили 24 танка (в том числе 5 «Тигров»), а также уничтожили 28 орудий, 8 самолётов и 1500 солдат и офицеров противника.
16 июля бригада выведена из боя, а 2 августа, после пополнения танками и личным составом, в авангарде 8-го механизированного корпуса перешла в наступление на позиции вермахта на юг (Белгородско-Харьковская наступательная операция Курской битвы).

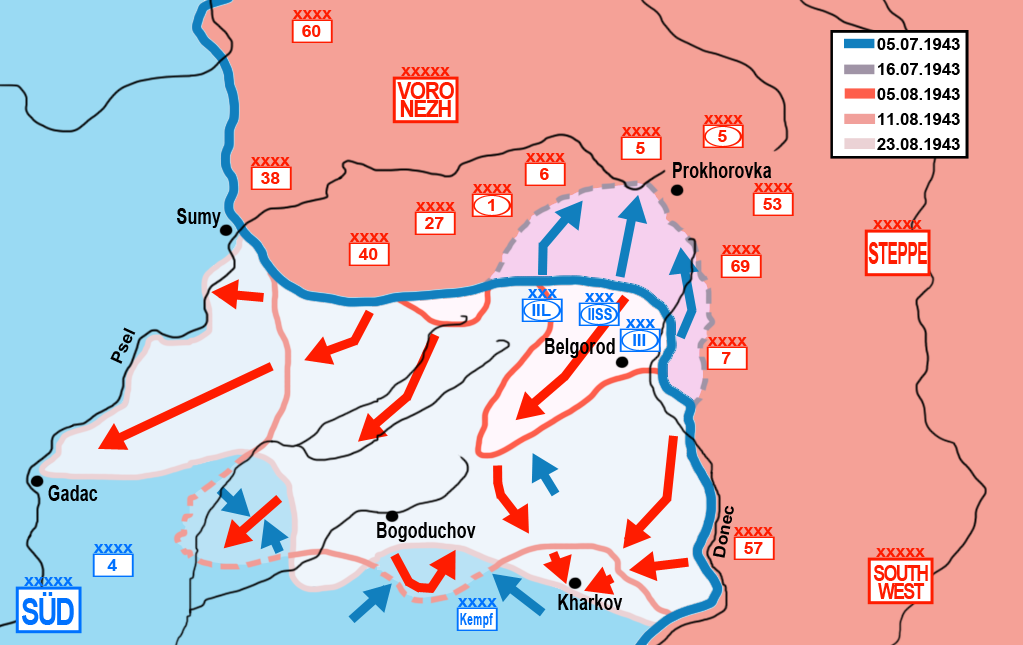
Наступление советских войск в Белгородско-Харьковской операции Курской битвы.

Рано утром 3 августа 1-я гвардейская танковая бригада вместе со 142-й и 112-й танковыми бригадами вошли в прорыв на фронте в 18 километров. Выход советских танков на шоссе Борисовка — Бессоновка (Харьковская область) вызвал дезорганизацию частей вермахта. 3 августа гвардейцы-танкисты роты В. С. Вдовенко разгромили танковую колонну, четыре машины подожгли, а он сам уничтожил один тяжёлый танк «Тигр». На следующий день рота разбила колонну автомашин.
В ночь на 6 августа 1-й батальон овладел железнодорожной станцией Одноробовка, перерезав шоссейную и железную дороги Борисовка — Харьков, а 2-й батальон взял железнодорожную станцию Александровка. В ходе дальнейшего продвижения советские танкисты неоднократно подвергались контратакам противника и, преодолевая его сопротивление, вышли к железнодорожной станции Ковяги, перекрыв транспортное сообщение по дороге Харьков — Полтава. Здесь завязались ожесточённые бои с танками, артиллерией и авиацией противника. В районе совхоза имени Коминтерна танкисты были вынуждены занять круговую оборону, чтобы удержать занятые позиции.
8 августа командир танковой роты гвардии старший лейтенант В. С. Вдовенко погиб в бою с танками противника (сгорел в танке). Гвардии старший лейтенант Г. И. Бессарабов возглавлял разведгруппу, в которую входили экипажи гвардии лейтенантов Духова и Литвинова. В районе станции Ковяги комбаты И. Н. Гавришко и С. Вовченко умело руководили своими подразделениями, отрезанными от основных сил. Танк Кузьмина поджёг две немецкие машины. Гвардии старший лейтенант Н. Нижник разбил паровоз немецкого поезда. Пять машин комбата С. Вовченко, находясь в окружении, уничтожили пять тяжёлых танков «Тигр» и три средних танка. Экипаж гвардии лейтенанта Киреева (механик-водитель Чалов) шестью снарядами уничтожил два «Тигра», а затем, отбивая атаку десяти средних танков, сжёг ещё две немецкие машины.
За отличие в Курской битве Указом Президиума Верховного Совета СССР от 23 октября 1943 года 1-я гвардейская бригада награждена орденом Ленина. Лейтенанту В. С. Шаландину присвоено звание Героя Советского Союза посмертно. 3-й механизированный корпус в октябре 1943 года был переименован в 8-й гвардейский.

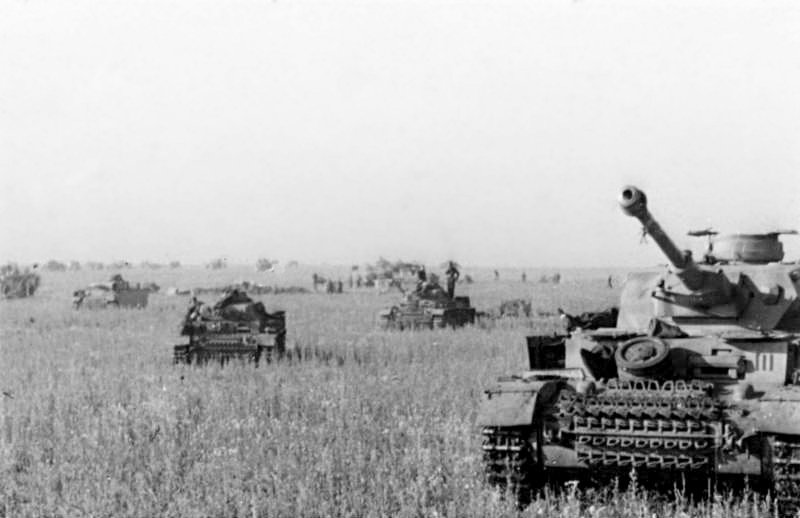
Немецкие танки выдвигаются на фронт, операция «Цитадель», 21 июня 1943 г.
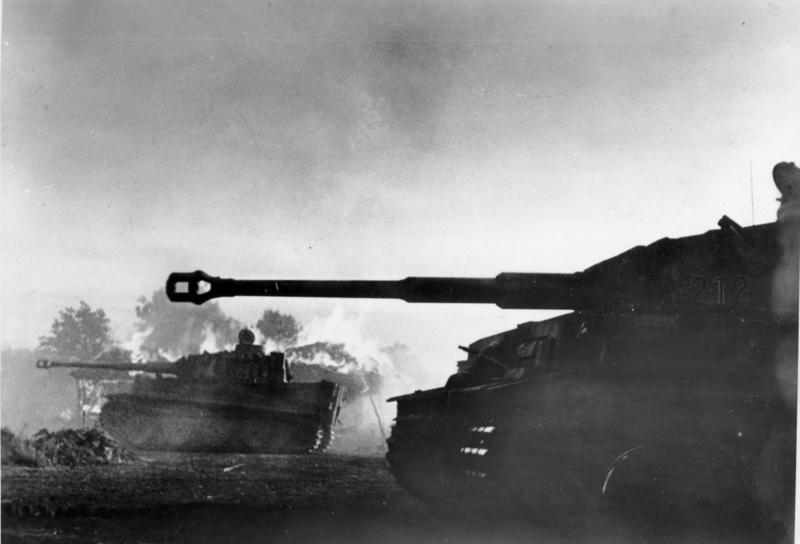
Немецкие танки «Тигр» ведут бой, июль 1943 г.
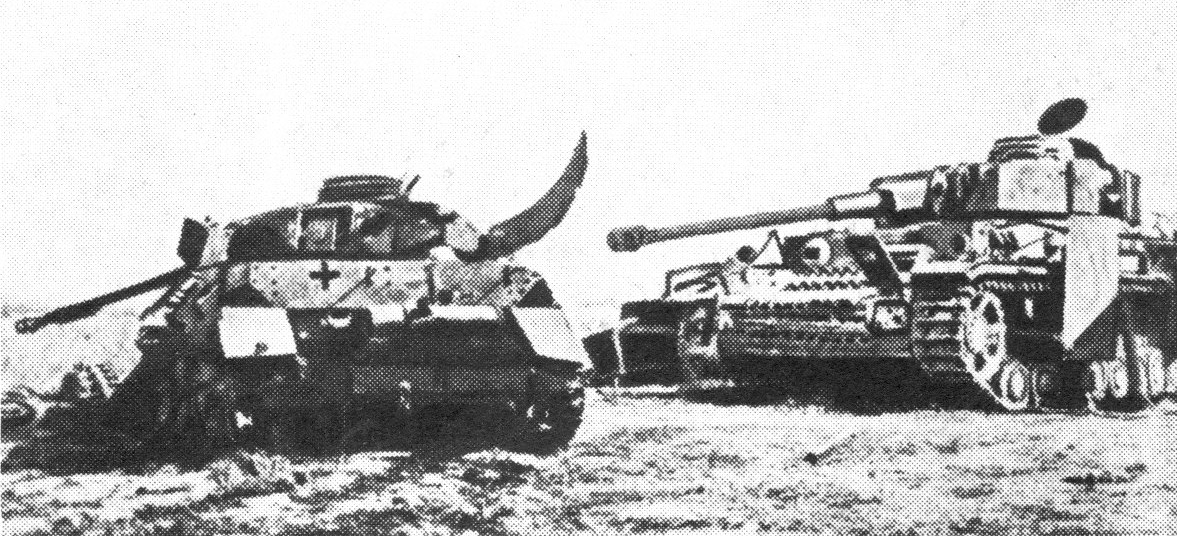
Разбитые немецкие танки под Курском

### Освобождение Украины
В сентябре 1943 года 1-я гвардейская танковая бригада в составе 1-й танковой армии была выведена в резерв Ставки Верховного Главнокомандования. В ноябре 1943 года 1-я танковая армия была передана 1-му Украинскому фронту для участия в Житомирско-Бердичевской операции, где действовала на направлении главного удара. К этому времени бригада была пополнена, и в её состав стал входить 3-й танковый батальон (гвардии старший лейтенант Г. А. Бутов).
В декабре бригада участвовала в боях за освобождение Житомирской и Винницкой областей. Утром 24 декабря части 78-й гвардейской стрелковой и 100-й стрелковой дивизий прорвали оборону противника, и бригада вошла в прорыв на Казатин в авангарде 8-го гвардейского механизированного корпуса.
Впереди шли две танковые группы под командованием гвардии лейтенанта Г. И. Бессарабова и гвардии капитана Е. А. Костылёва. Утром 25 декабря танкисты Костылёва заняли переправу через реку Ирпень в районе Корнин и сутки удерживали плацдарм до подхода главных сил. В тот же день они ликвидировали опорный пункт немецкой обороны в Турбовке. С этого рубежа 25 декабря главные силы бригады освободили село Новая Гребля, а к вечеру подошли к железнодорожной дороге севернее Липки, разгромив колонну 25-й немецкой танковой дивизии, затем овладели населёнными пунктами Киловка, Лозовики. В ту же ночь, использовав растерянность противника, 11 танков бригады во главе с гвардии полковником В. М. Гореловым и гвардии капитаном И. Н. Гавришко заняли районный центр Киевской области и железнодорожную станцию Попельня.
27 декабря 1-й танковый батальон овладел населённым пунктом Войтовицы, а 3-й батальон — Сокильча. 28 и 29 декабря бригада, сломив сопротивление арьергардных частей 19-й танковой и 20-й моторизованной дивизий, овладела станцией Махардинцы и ворвалась в Казатин, захватив восточную окраину города и железнодорожную станцию. 29 декабря в боях за город Казатин погиб гвардии лейтенант Г. И. Бессарабов, на боевом счёту которого было 12 подбитых и уничтоженных танков противника.
4—5 января 1944 года, продолжая наступление, бригада заняла железнодорожную станцию Липовец и совхоз имени Тельмана. В ночь на 6 января 8 Т-34 (гвардии старший лейтенант Н. Нижник) освободили ряд населённых пунктов, в том числе райцентр Винницкой области Ильинцы, и захватили переправу через реку Соб.
В январе 1944 года 1-я гвардейская танковая бригада предприняла рейд на Тывров, Жмеринку и Жуковцы. 9-10 января 1944 года командир бригады В. М. Горелов с десятью Т-34 и приданными самоходными орудиями совершили 60-километровый рейд по тылам противника, разгромив части вермахта на реке Южный Буг, и вышли в Ново-Петровск, в 5 километрах юго-восточнее города Жмеринки — крупного узла дорог, куда немецкое командование подтягивало свои резервы. Жмеринка была забита техникой, в городе находилось свыше ста немецких танков, подходили новые эшелоны. В условиях отсутствия связи у Горелова с вышестоящими штабами комбриг принял решение атаковать Жмеринку. Успех бригады в Жмеринке заключался в задержке на сутки переброски немецких резервов на восток. Танкисты бригады сковали в боях три немецких пехотных дивизии и вывели из строя аэродром в Жмеринке, успешно выйдя затем из окружения.
С 24 декабря 1943 года по 16 января 1944 года 1-я гвардейская танковая бригада уничтожила 78 танков, 29 самоходных орудий, 93 орудий разных калибров, 29 бронемашин, свыше 900 автомашин с грузами, свыше 5 тысяч солдат и офицеров, а также более 500 взяла в плен, в том числе одного генерала. Собственные потери бригады составили 29 танков (безвозвратно). В период операции ремонтники бригады вернули в строй 69 танков и десятки автомашин.
В феврале 1944 года 1-я гвардейская танковая бригада в составе 1-й танковой армии была выведена в резерв фронта и после небольшого отдыха, совершив 200 км марш к Збаражу Тернопольской области, брошена в бой в ходе Проскуровско-Черновицкой наступательной операции. 20 марта 1944 года войска 1-го Украинского фронта начали операцию по освобождению Западной Украины. Во время танкового рейда бригады в тыл немцев на Днестре был освобождён и удерживался до подхода главных сил город Чортков.
Утром 21 марта 1-й и 2-й танковые батальоны 1-й гвардейской танковой бригады, сломив сопротивление 359-й немецкой пехотной дивизии, прорвали оборону противника в районе Тернополя. В условиях весенней распутицы части бригады форсировали реку Теребна, к концу дня заняли Козуевку, а на следующее утро штурмом овладели райцентром и железнодорожной станцией Трембовля. 1-й батальон под командованием старшего лейтенанта И. П. Кульдина вышел к Копычинцам с северо-запада, захватив колонну автомашин 17-й немецкой танковой дивизии, а танки 2-го батальона под командованием В. В. Бочковского перерезали шоссе Копычинцы — Чортков.
Бригада шла в авангарде армии, и мне не хотелось упустить наиболее интересные моменты боёв. Фотоаппарат всё время был в готовности к немедленной съёмке. …
Остановились на развилке дорог, одна из которых вела к Чорткову. На окраинах города уже гремел бой. … Вдруг откуда-то выскочила немецкая танкетка. Увидев нас, немцы быстро развернули машину и помчались в обратную сторону.
— А ну, Серёжа, покажи фашистам, как бегают советские «тридцатьчетвёрки»! — сказал Горелов. Дальнейших пояснений для Сергея Соловьёва не требовалось. Его танк сорвался с места и помчался за фашистами. Через несколько минут Соловьёв привёл на буксире танкетку.
Освободив после ночного боя Копычинцы, утром 23 марта танкисты выдвинулись к городу Чорткову, последнему крупному узлу сопротивления противника на пути к Днестру и к государственной границе. Для обороны в городе дислоцировался отряд тяжёлых танков. Комбриг В. М. Горелов принял решение завязать отвлекающие бои на восточной окраине города, где противник ожидал наступления, а главными силами ударить с севера.
Танкисты роты Е. А. Костылёва на большой скорости ворвались на восточную окраину, а тем временем машины Кульдина, Сирика, Верёвкина, Сиваша, Мусихина и других спустились с крутого горного склона к северной окраине. В городе началась паника, мост через реку Серет не был взорван. По горящему мосту первым ворвался в город Т-34 А. Н. Дегтярёва. В уличных боях, сражаясь до последней возможности, погибли гвардии лейтенант К. Л. Карданов и гвардии младший лейтенант А. Н. Дегтярёв. Подошедшие части закрепили победу.
За этот рейд 1-й гвардейской танковой бригаде было присвоено почётное наименование «Чертковская», а трое танкистов-гвардейцев были удостоены звания Героя Советского Союза:
- заместитель командира танкового батальона гвардии капитан В. А. Бочковский[64],
- командир танкового батальона гвардии майор Н. И. Гавришко[72],
- командир танкового взвода гвардии лейтенант К. Л. Карданов (посмертно)[74].

Командарм М. Е. Катуков о комбриге В. М. Горелове: «С комбригом 1-й гвардейской нам повезло. Несмотря на свою молодость, Горелов был опытным, решительным и находчивым командиром. Недаром я всегда посылал Горелова на самые ответственные участки боя.»

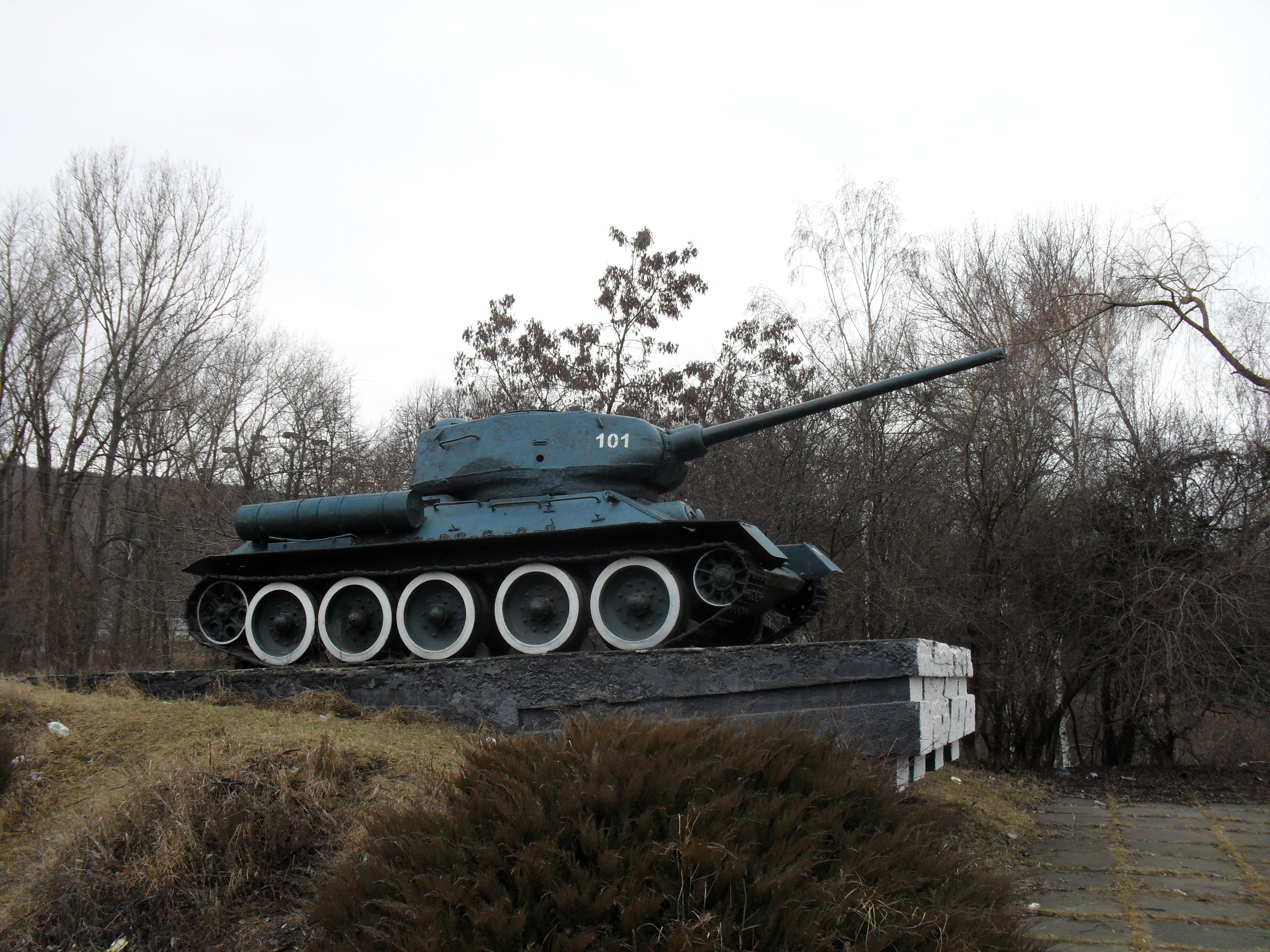
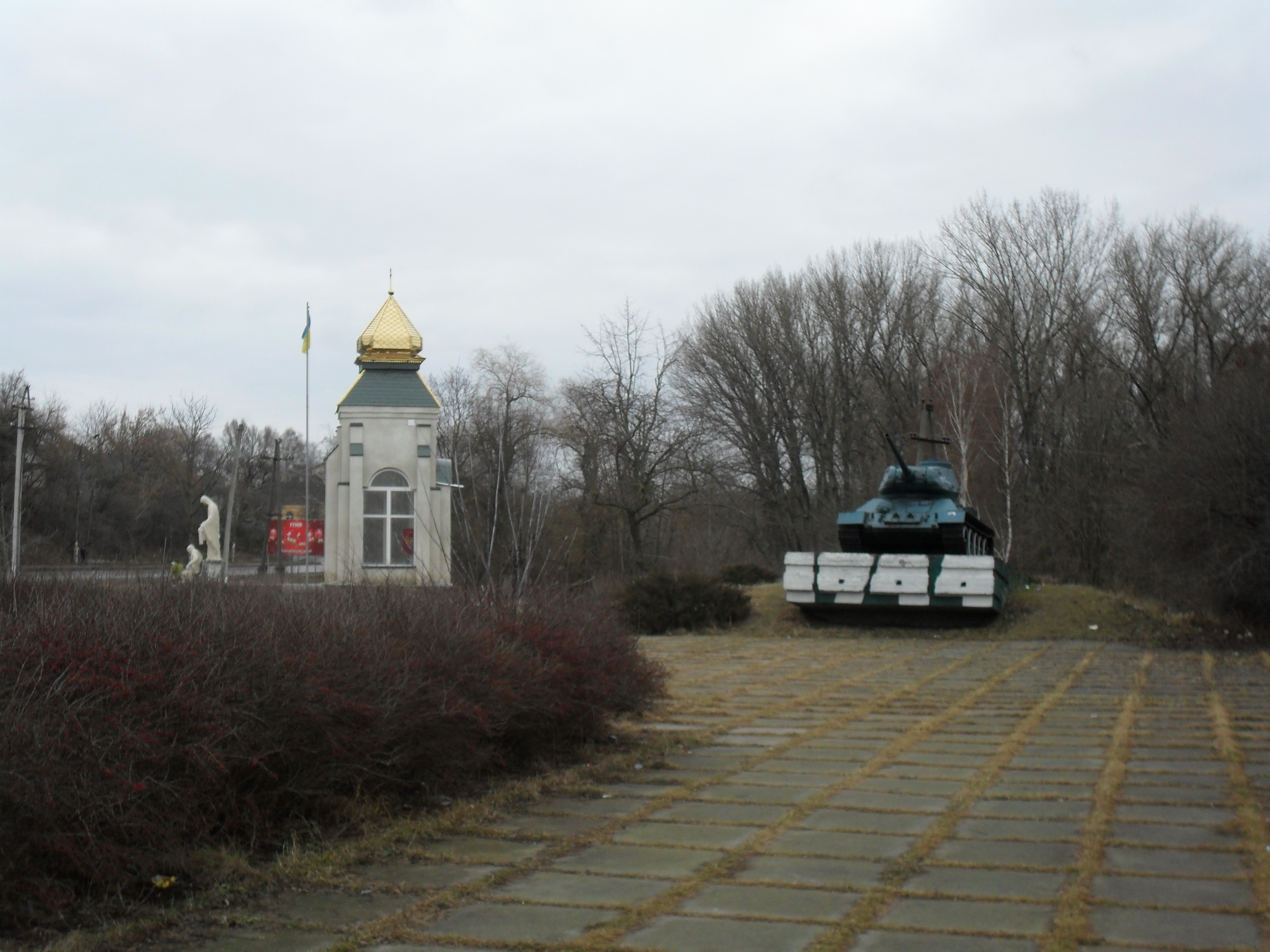
Танк-памятник в Чорткове

В тот же день, 23 марта, стремительное наступление на юго-запад продолжилось. Овладев железнодорожными станциями Ягельница и Варвалинцы, передовой отряд бригады захватил колонну автомашин с грузами немецких 7-й танковой дивизии и 1-й танковой дивизии СС «Лейбштандарт СС Адольф Гитлер», и вышел затем к берегу Днестра у села Устечко. Поскольку мост через Днестр был взорван, гвардии старший лейтенант И. П. Кульдин с группой разведки разыскал брод. После того как переправа была уже захвачена, он был убит пулей, покинув танк для ведения разведки.
25 марта 15 танков Т-34 гвардии капитана Н. И. Гавришко в условиях весенней распутицы переправились через Днестр вброд и в тот же день захватили город Городенка. В Городенке танкисты захватили 300 пленных и трофеи, в том числе сахарный завод и 500 вагонов с сахаром.
27 марта группа из 7-ми Т-34 под командованием гвардии капитана В. А. Бочковского освободили Чернятин, Сороки, Гвождиец, а затем, форсировав реку Чернява, подошли к железнодорожной станции Коломыя, опорному пункту немецких войск в Прикарпатье. Однако с ходу не удалось взять город, забитый войсками и техникой. Тогда комбриг В. М. Горелов прислал на помощь четыре танка из 1-го танкового батальона.
На рассвете 28 марта усиленная группа капитана В. А. Бочковского, совершив обходной манёвр, ворвалась в Коломыю и, сломив упорное сопротивление противника, в этот же день очистила от него город, захватив переправу через реку Серет. При этом храбро сражались танкисты Духов, Катаев, Игнатьев, Шарлай, Большаков, Верховенко и другие. За освобождение города Коломыя бригада Указом Президиума Верховного Совета СССР от 8.04.1944 года награждена орденом Богдана Хмельницкого II степени, а командир танка гвардии младший лейтенант А. Н. Игнатьев и командир башни танка гвардии сержант А. Е. Землянов были удостоены звания Героя Советского Союза. Гвардии капитан В. А. Бочковский, осуществивший эту операцию, был упомянут в Приказе Верховного Главнокомандующего.
Не задерживаясь в Коломые, 1-я гвардейская танковая бригада была передислоцирована на Станислав (ныне Ивано-Франковск), где старослужащие бригады начали войну. 29 марта 1-й танковый батальон, смяв отряды прикрытия, овладел райцентром и железнодорожной станцией Надворная, а затем на развилке шоссе южнее Богородчаны захватил колонну в 1000 автомашин, охраняемых шестью самоходками. Вместе с подошедшим 2-м танковым батальоном из Коломыи, оставив на шоссе прикрытие, гвардейцы к вечеру 30 марта вышли к южной окраине Станислава.
Город обороняли до 20 тяжёлых танков «Тигр», самоходки, артиллерия и укреплённые огневые точки. Тем не менее, танкисты-гвардейцы атаковали город. Всю ночь 31 марта в Станиславе шли уличные бои. Взвод Духова уничтожил три танка, четыре пушки, 40 автомашин. В бою с двумя «Тиграми» погиб гвардии старший лейтенант Д. И. Сирик. Сгорели в танке гвардии лейтенант Ю. Ф. Верёвкин, механик-водитель Д. А. Кочубей и другие. Утром по атакующим советским танкистам начала работать авиация люфтваффе, и гвардейцы были вынуждены отойти.
За 11 суток мартовского наступления бригада прошла с боями около 300 км, освободила 250 населённых пунктов, в том числе 9 городов. За образцовое выполнение заданий командования в боях с немецкими захватчиками в предгорьях Карпат, выход на юго-западную границу СССР Указом Президиума Верховного Совета СССР от 18 апреля 1944 года 1-я гвардейская танковая бригада награждена орденом Красного Знамени.

Бригаде принадлежит гвардейское старшинство в наших танковых войсках. В её боевой биографии мы как бы читаем историю Красной Армии за время Отечественной войны. И подобно тому, как подвиг 28 гвардейцев-панфиловцев стал образом несокрушимой советской обороны, так и героический путь 1-й гвардейской танковой бригады останется в сознании народа символом нашего победоносного наступления.
— «1-я гвардейская танковая бригада» / газета «Красная Звезда», 29 апреля 1944 г.
С 5 апреля по 12 мая бригада вместе с другими частями южнее Станислава держала оборону против атакующих немецких войск, пытавшихся вернуть утерянные позиции. Здесь отважно действовали танковая рота Вякова, экипаж Марьина и многих других. 17 апреля в бою погиб гвардии младший лейтенант М. П. Мусихин, 24 апреля — мастер танкового боя гвардии старший лейтенант Е. А. Костылёв и другие.

### Бои в Польше
В дальнейшем бригада была выведена в резерв. В мае передана 11-му гвардейскому танковому корпусу, вместо разведроты образован разведвзвод при роте управления. С 1 июня командиром 2-го танкового батальона назначен В. А. Бочковский.
В начале июля 1944 года для участия в Львовско-Сандомирской операции бригада совершила марш из района Обертын Станиславской области в район Дубно. Бригада с приданными частями (400-й гвардейский самоходный полк, 405-й гвардейский зенитный дивизион, две батареи артиллерийского полка, 15-й понтонный батальон, сапёрная рота 133-го гвардейского сапёрного батальона) составляла передовой отряд корпуса.
14 июля 1944 года передовой отряд корпуса прорвал немецкую оборону в районе Сипковщина. Отбивая многочисленные контратаки, к 18 июля бригада овладела городом Порицк, а 19 июля форсировала реку Западный Буг и вышла на государственную границу СССР с Польшей. В этих боях отличились экипажи Тищенко, Беляева, Джумабекова, Ильина, Вакуленко, Мосерчука, механик-водитель Шамардин и другие. 1-й танковый батальон, продолжая наступление, освободил город и железнодорожную станцию Любыча-Крулевска. 24 июля в районе Нелепковицу вброд форсировала реку Сан. Вместе с 21-й мотострелковой бригадой, преодолевая контратаку противника, 1-й танковый батальон занял Киселёв, а 1-й танковый батальон — Ожаньск, тем самым перерезав две шоссейные и одну железную дороги от Ярослава на запад.
29 июля, стремительно продвигаясь на запад, бригада достигла реки Вислы в районе Цагнаюв и Баранув. На следующий день мотострелки бригады форсировали реку и захватили плацдарм. 31 июля по наведённой паромной переправе танки вышли на западный берег реки Слонюв и заняли оборону.
До 20 августа бригада вела тяжёлые бои на Сандомирском плацдарме. Отважно действовали экипажи Петрука и Котова. Командир танковой роты Бяков сжёг один танк «Тигр» и два САУ «Фердинанд». Всего с 14 июля по 20 августа 1944 года бригада прошла с боями свыше 400 км, форсировала три реки и ряд других водных преград. В этой операции комбриг гвардии полковник В. М. Горелов был ранен, а позднее назначен заместителем командира 8-го гвардейского механизированного корпуса. Непродолжительное время обязанности командира бригады исполняли гвардии подполковники В. М. Миндлин и А. С. Бородин, пока с 25 сентября 1944 года командование бригадой не принял гвардии полковник А. М. Темник, участник боёв на Халхин-Голе.
За образцовое выполнение заданий командования в боях с немецкими захватчиками, за овладение городами Пшемысль, Ярослав и проявление при этом доблести и мужества Указом Президиума Верховного Совета СССР от 10.08.1944 года 1-я гвардейская танковая бригада награждена орденом Суворова II степени.
В конце августа 1944 года бригада совершила марш в район города Немирова Львовской области, где пополнилась личным составом и техникой. Танкисты получили новые Т-34-85 с 85-миллиметровым орудием. В сентябре 1944 года 1-я гвардейская танковая армия была выведена в резерв, а в ноябре того же года передана 1-му Белорусскому фронту.
В 1945 году бригада участвовала в Висло-Одерской операции. Войдя в прорыв с Магнушевского плацдарма, 15 января 1945 года части бригады прошли за два дня более 200 км, освободив ряд населённых пунктов Польши.
15 января гвардии капитан А. А. Манукян с группой разведчиков проник в тыл противника в районе населённого пункта Цецылювка (южнее города Варка, Польша), взял в плен офицера и доставил его в штаб. Два дня спустя с разведывательной группой овладел мысом Ежув (восточнее города Лодзь) и удерживал его до подхода главных сил. 18 января этого же года взял в плен начальника железнодорожной станции Поддембина (ныне город Тушин), который дал важные сведения о прибытии эшелонов с войсками.

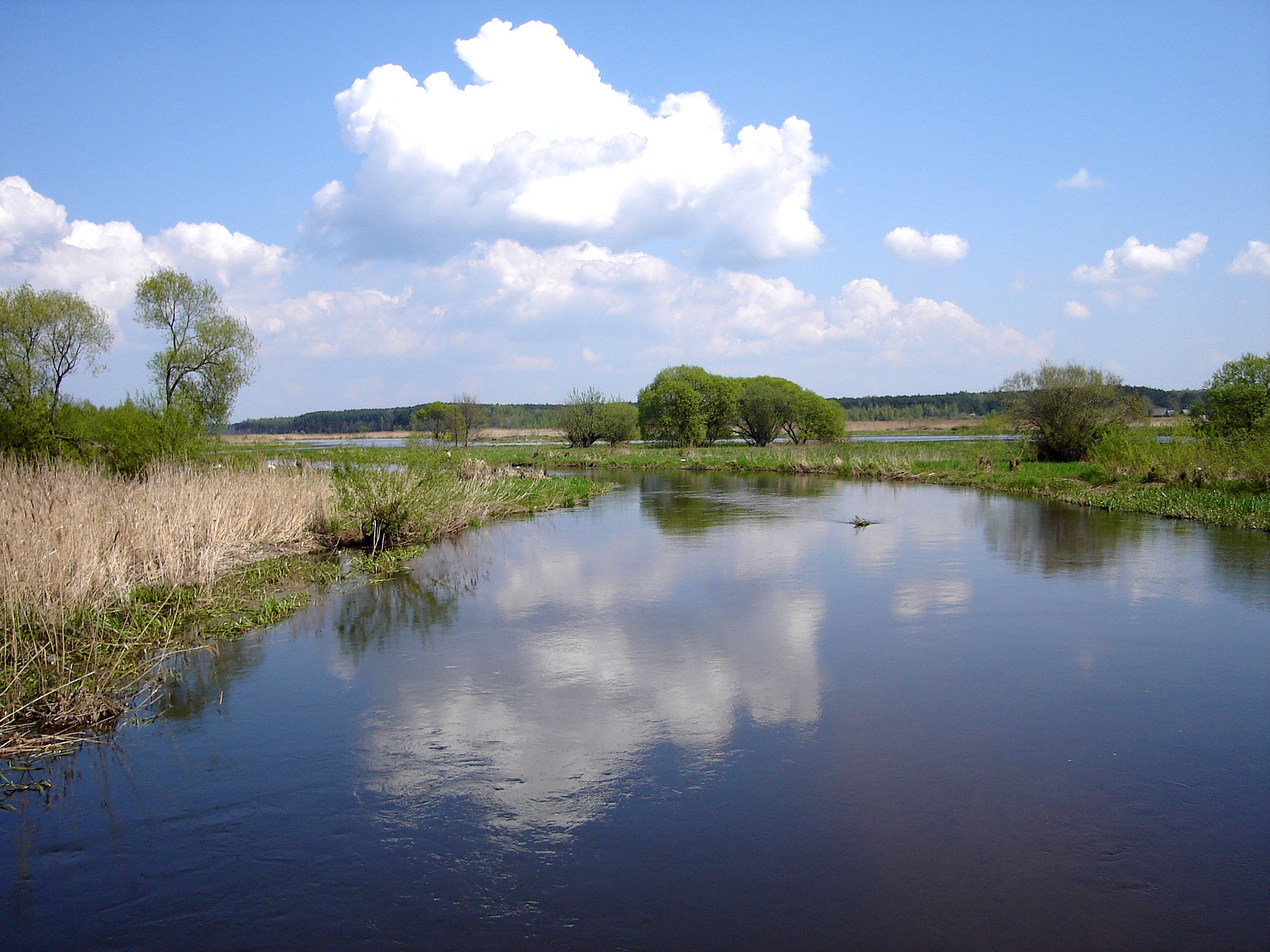
Река Пилица

16 января рота танков гвардии старшего лейтенанта И. В. Головина первой форсировала реку Пилица в районе польского города Нове-Място, не дав противнику использовать подготовленные оборонительные сооружения на западном берегу реки. По послевоенным мемуарам, танки ворвались в город в тот момент, когда их никто не ждал: с военного аэродрома взлетали и садились транспортные самолёты, на железнодорожной станции города находилось более 40 эшелонов с различными грузами, один из них — с тяжёлыми танками «Тигр». Как только советские танкисты начали расстреливать их прямо на платформах, железнодорожные эшелоны начали движение, чтобы уйти из города. По приказу В. А. Бочковского «тридцатьчетвёрки» лейтенанта Духова, младшего лейтенанта Бондаря и лейтенанта Большакова на максимальной скорости догнали головной эшелон. Механик-водитель из экипажа Бондаря вывел танк на насыпь и аккуратно подрезал шедший полным ходом паровоз, который накренился и упал, потянув за собой вагоны со всем содержимым. Тем самым танкисты вынудили остановиться и все остальные эшелоны, не дав противнику эвакуироваться из города.
За мужество и героизм, проявленные при форсировании реки Пилица и удержании плацдарма на её западном берегу высокого звания Героя Советского Союза были удостоены 7 танкистов-гвардейцев:
- командир танкового взвода гвардии старший лейтенант В. В. Беляев[79],
- командир танка гвардии младший лейтенант А. Ф. Бодров (посмертно)[80],
- командир танковой роты гвардии старший лейтенант И. В. Головин[81],
- командир танковой роты 2-го танкового батальона гвардии старший лейтенант А. М. Духов[82],
- командир танкового батальона гвардии майор В. А. Жуков[83],
- командир танка гвардии младший лейтенант В. П. Тегенцев[84],
- механик-водитель танка гвардии старший сержант А. В. Тихомиров[85].

22 января бригада вышла на восточную окраину города Позен (Познань). Не ввязываясь в бои за город, бригада обошла его и, нарушая коммуникации противника, форсировала в третий раз реку Варту, а к 26 января вышла на польско-германскую границу между Кебниц и Нойдорф. В ночь на 28 января бригада, форсировав реку Обру, продолжила рейд по глубоким тылам, разгромив гарнизоны противника в Бомсте, Лагове, Кемнате, а к 1 февраля вышла к городу Франкфурт-на-Одере. С боями за 17 суток был пройден путь от Вислы в 700 км. До Берлина оставалось всего 70 км.
Спешно перебросив подкрепления и перейдя в контратаку, при поддержке авиации и артиллерии, в течение двухдневных боёв немецкие войска отбросили 1-ю гвардейскую танковую бригаду. В этих боях погиб начальник политотдела подполковник А. Т. Ружин, а чуть ранее у Познани погиб бывший комбриг В. А. Горелов. Образцово действовал 2-й танковый батальон Героя Советского Союза В. А. Бочковского, отличились танковые роты гвардии старшего лейтенанта Духова и Головина, роты Розенберга, Фёдорова, Петрука. Звание Героя Советского Союза было присвоено начальнику разведки 1-й гвардейской танковой бригады гвардии капитану А. А. Манукяну и посмертно командиру танкового взвода гвардии лейтенанту Ю. Г. Священко.
За время наступления бригада потеряла 32 танка (18 сгорело, 14 — подбито). По советским данным, потери противника от действий бригады составили 60 танков, 76 самолётов, 218 орудий, 187 ПТО, 192 миномёта, 1500 автомашин, свыше 9 тысяч солдат и офицеров, а также взяты трофеи: 17 самолётов, 2877 автомашин, 204 орудия, 49 складов, освобождено свыше 30 тысяч военнопленных.
За образцовое выполнение боевых заданий командования и боях с немецкими захватчиками при вторжении в пределы Бранденбургской провинции и проявленные при этом доблесть и мужество Указом Президиума Верховного Совета СССР от 5 апреля 1945 года 1-я гвардейская танковая бригада награждена вторым орденом Ленина.
По некоторым сведениям, в феврале 1945 года в расположение части вышел американец, сержант Джозеф Байерли, в третий раз бежавший из немецкого плена. Он уговорил офицера связи штаба гвардии капитана А. Г. Самусенко не отправлять его в тыл. Впоследствии его опыт пригодился в батальоне, который был оснащён в том числе американскими танками «Шерман». Джозеф Байерли считается единственным солдатом, воевавшим в американской и в советской армиях, он — отец Джона Байерли, бывшего в 2008—2011 годах послом США в России. Офицер связи бригады А. Г. Самусенко, командовавшая в другой части танковыми подразделениями, погибла при выполнении боевого задания в марте 1945 года.

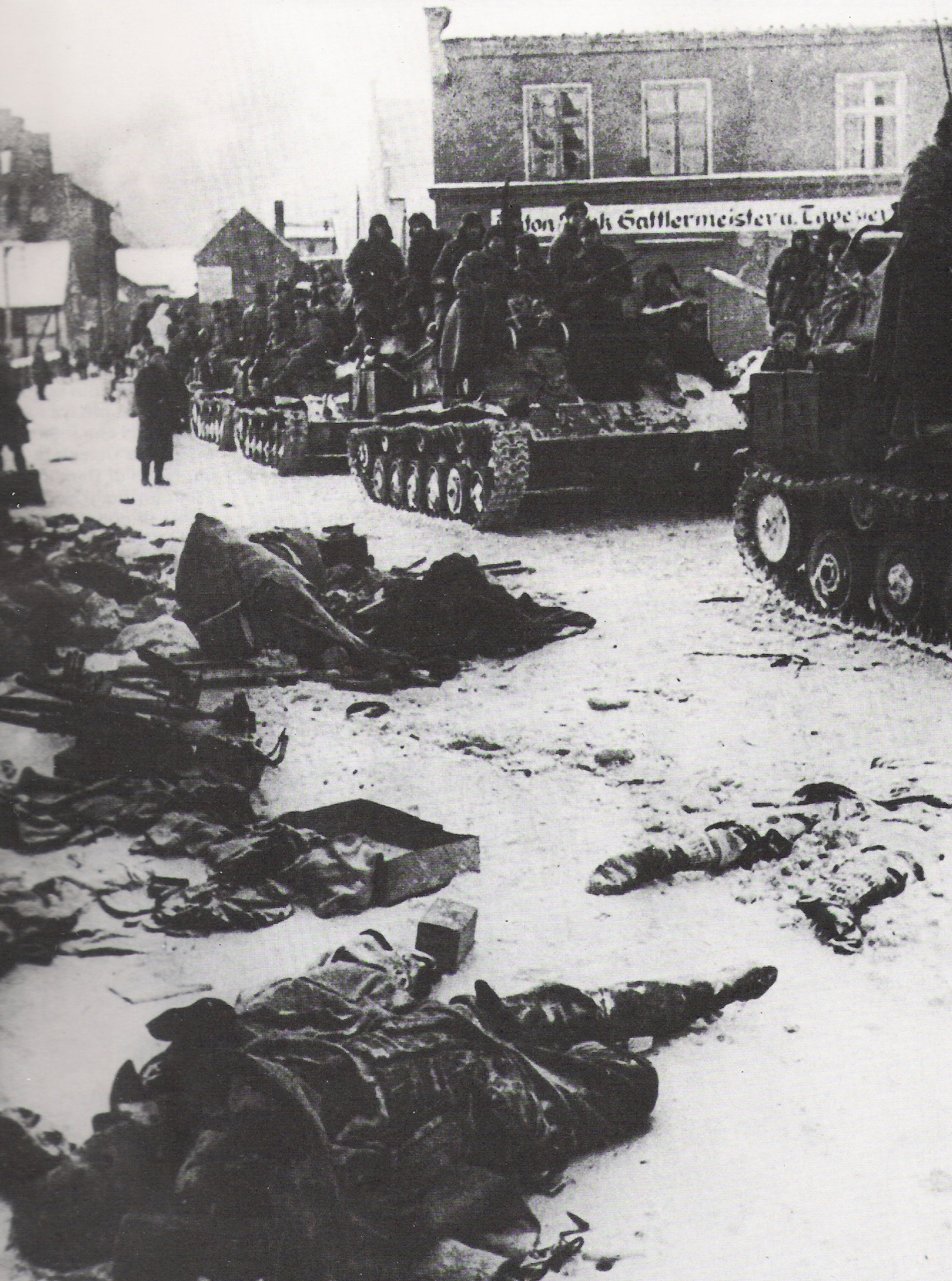
Советская колонна бронетехники входит в город во время Висло-Одерской операции
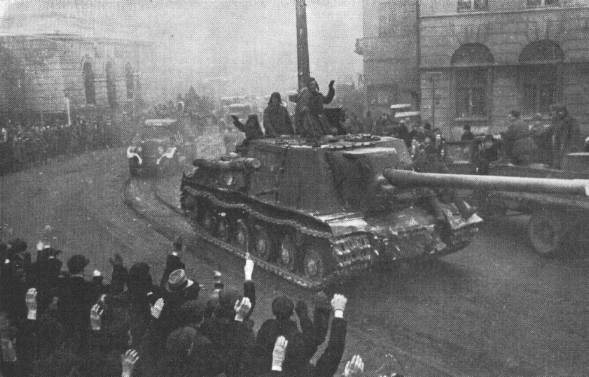
Жители города Лодзь приветствуют советских самоходчиков на ИСУ-122

### В Германии
В конце февраля 1945 года перед 1-й гвардейской танковой армией М. Е. Катукова была поставлена новая задача — разрезать немецкую оборону в Северной Померании и выйти к Балтийскому морю. Для этого 1-я гвардейская танковая бригада перешла от Одера в район Нойведель (ныны Свицини, гмина Мурув, Польша) и 1 марта с приданными частями начала пятидневный 100 км переход на север в условиях весенней распутицы, по болотисто-лесистой местности, через укреплённые, заминированные и хорошо обороняемые районы.

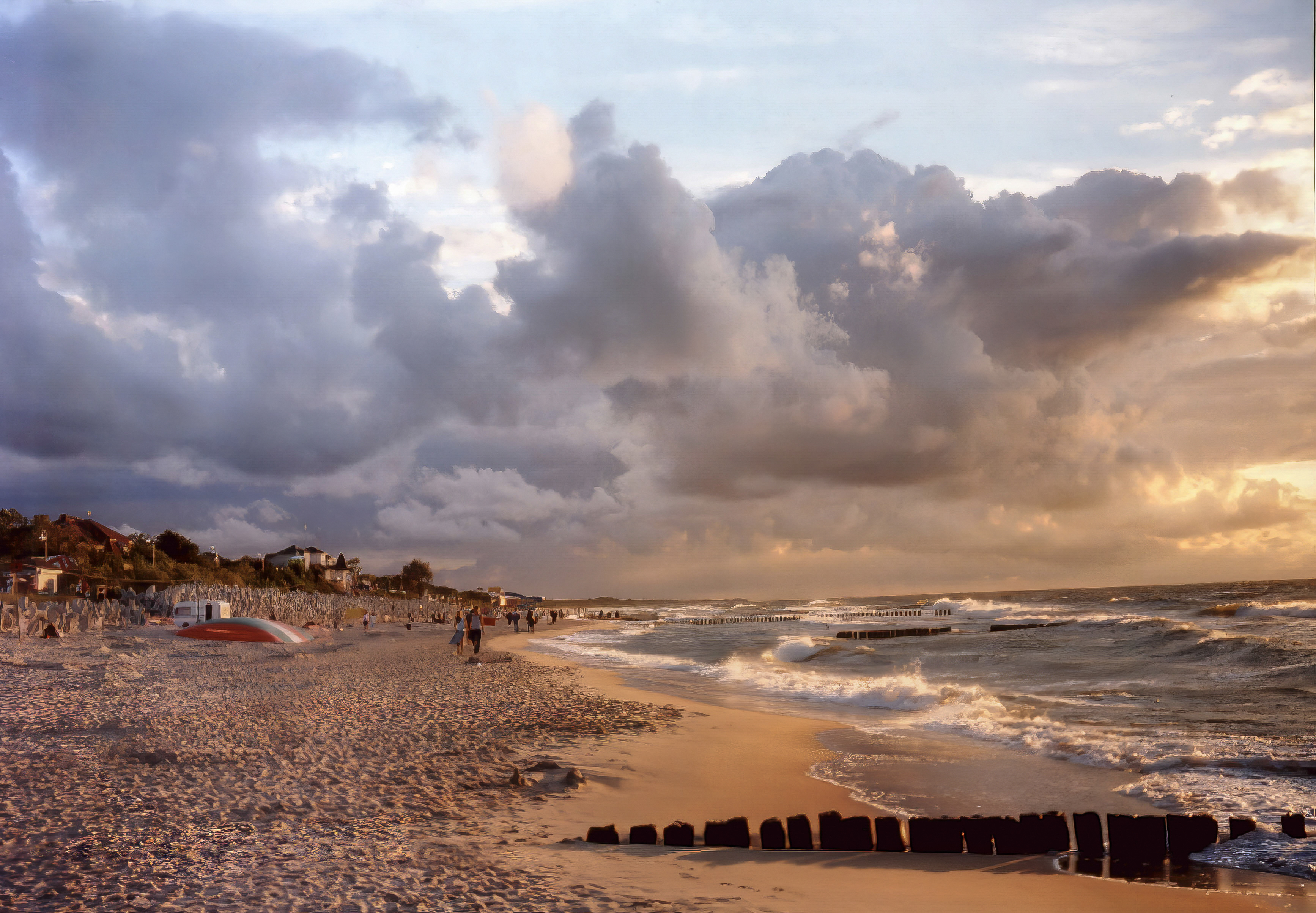
Пляж на Балтийском море в районе Мельно

В тот же день, 1 марта, разгромив колонну машин с артиллерией, бригада овладела Гросс Меллен (ныне Мельно, Польша), чем обеспечила выход 44-й танковой бригады в район Темник. Затем бригада перерезала железную и шоссейную дороги Драмбург—Венгерин, захватив на станции Ханкенхатен колонну автомашин и железнодорожный эшелон. Оторвавшись от главных сил корпуса, бригада овладела городом и железнодорожной станцией Шифельбайн, разгромила оборонявшегося противника у Ленцен и, форсировав реку Перзанте, 5 марта очистила города Бельгард от противника. Тем самым выполнив поставленную задачу.
Однако выяснилось, что теперь требуется оказать незамедлительную помощь 2-му Белорусскому фронту по захвату портов на Балтике Гдыни и Данцига. 1-я гвардейская танковая армия разворачивается и движется на восток. Разбив большую колонну немецкой 1-й армии, 10 марта танкисты взяли Большау, а потом, действуя вместе с 1-й польской танковой бригадой, штурмом овладели городом и железнодорожным узлом Хинов. Из лагеря в районе Хинов было освобождено 50 тысяч узников разных национальностей. 25 марта в ходе упорных боёв гвардейцы с приданными частями взяли сильно укреплённую высоту 165,0, тем самым способствовав освобождению Гдыни (Гданьска).
За выполнение особого задания командования, выход к Балтике, Указом Президиума Верховного Совета СССР от 26 апреля 1945 года 1-я гвардейская танковая бригада награждена орденом Кутузова II степени.
В дальнейшем бригада участвовала в Берлинской операции. В конце марта бригада вернулась из Гдыни обратно к Одеру. Командир бригады гвардии полковник А. М. Темник умело организовал боевые действия бригады 15—28 апреля 1945 года. За этот период танкисты бригады уничтожили 194 орудия противника, 1250 солдат и захватили 23 орудия, 9 танков и 56 пленных.
Утром 16 апреля бригада в составе передового отряда 8-го гвардейского механизированного корпуса (генерал И. Ф. Дрёмов) с приданными частями (400-й гвардейский самоходно-артиллерийский полк, 358-й гвардейский зенитный артиллерийский полк, 405-й гвардейский отдельный миномётный дивизион и другие) сломила оборону противника на высоте 11,9 и овладела Заксендорфом. Дальнейший штурм Зееловских высот успеха не имел. Потеряв часть танков и несколько экипажей (также был тяжело ранен комбат В. А. Бочковский), танки бригады просочились по дефиле железной и шоссейной дорог, где не было возможности обстреливать танки прямой наводкой. 17 апреля бригада совместно с 400-м гвардейским самоходно-артиллерийским полком выбила противника с железнодорожной станции Дольгелин, чем способствовала захвату Зееловских высот. 24 апреля, захватив в напряжённый боях Максдорф и Требус, действуя совместно с 19-й и 21-й мотострелковой бригадами, переправилась через реку Шпрее и вступила в бой за Йоханнисталь, пригород Берлина.
В тот же день бригада преодолела канал Тельтов, заняла Нойкёльн и затем в течение пяти дней вела ожесточённые уличные бои.
23 апреля 1945 года 1-я гвардейская танковая армия М. Е. Катукова получила приказ командующего фронтом Г. К. Жукова создать специальную группу и в течение ночи захватить берлинские аэропорты Адлерсхоф и Темпельхоф. По данным разведки, на этих аэродромах кроме бомбардировочной авиации находились личные самолёты верхушки гитлеровского рейха и нацистской партии, в том числе личный самолёт Гитлера, подготовленный к побегу фюрера.
Захватить Адлерсхоф не представлялось делом особенно трудным — он лежал в полосе наступления танковой армии, в 3—4 километрах от линии фронта. Но труднее было подобраться к Темпельхофу, который находился почти в центре города, километрах в трёх от рейхсканцелярии. Захват Адлерсхофа был поручен группе разведчиков отдельного разведывательного батальона гвардии майора В. С. Графова. Наиболее сложную часть задания — прорыв к центру Берлина и захват правительственного аэродрома добровольно взял на себя командир батальона гвардии майор В. А. Жуков.
Разведгруппы должны были уничтожить самолёты на аэродромах и держаться до подхода главных сил. 1-я гвардейская танковая бригада А. М. Темника должна была вместе с другими частями прийти на помощь разведгруппам. Двое суток дрались разведгруппы на аэродроме, отбивая атаки превосходящего противника. Разведчикам удалось продержаться до подхода своих войск. Приказ был выполнен — ни один самолёт в воздух не поднялся. Командир танкового батальона гвардии майор В. А. Жуков погиб в бою 23 апреля за берлинские аэропорты Адлерсхоф и Темпельхоф.
При штурме Берлина тяжёлые бои пришлось вести в районе Ангальтского вокзала. Применение танков без прикрытия приводило к большим потерям от огня артиллерии и фаустников. Поэтому обычно сапёры и автоматчики прокладывали путь танкам, предварительно очистив окрестности от фаустников. Но автоматчиков в бригаде оставалось мало, и танкистам часто самим приходилось расчищать себе дорогу. По узким улицам Берлина одновременно могли продвигаться только две машины. Первые танки вели огонь, а следующие стояли на очереди. Если одна из машин выходила из строя, то на её место становилась другая. Так, метр за метром, танкисты продвигались вперёд.
Когда автоматчиков и сапёров осталось мало, А. М. Темник собрал работников штаба и, приказав всем вооружиться автоматами, лично возглавил штурмовую группу. Целый час командир бригады действовал как рядовой автоматчик. Уже удалось очистить от врага один квартал, но неподалёку разорвалась мина, и А. М. Темник был ранен в живот. Командира отправили в госпиталь, но спасти его не удалось — А. М. Темник умер от ран 29 апреля 1945 года.
В ночь на 30 апреля бригада очистила последний квартал Курдюрштрассе и начала бои за Зоологический сад. В этом последнем наступлении отличился комбат М. Нечитайло, танковые роты Беляева, Козлова, Пузи, Алексеева. Храбро сражались Петрук, Сенченко, В. Балюк, Я. Жуков и многие другие.
Очень дорогой ценой досталась гвардейцам-танкистам эта последняя победа. У Максдорфа погиб командир танка гвардии лейтенант И. П. Гапон, герой многих боёв. Несколько дней до Победы не дожил заместитель командира роты 1-го танкового батальона младший техник-лейтенант И. И. Фёдоров, прошедший всю войну с первого её дня. Потеряв за Берлинскую операцию 90 % своих танков, 1 мая 1945 года оставшихся 6 танков бригады были переданы 20-й гвардейской мотобригаде.

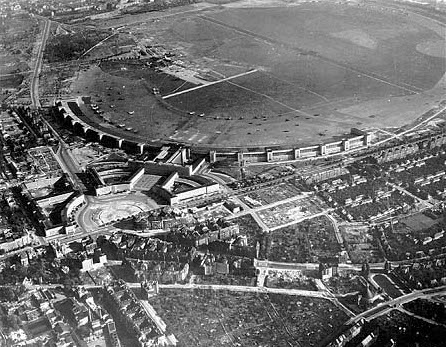
Темпельхофский аэродром, 1945
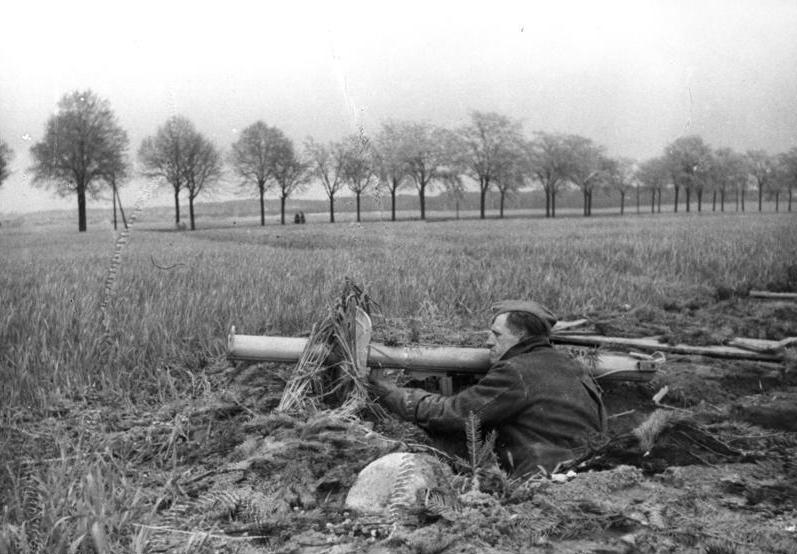
Боец фольксштурма с «панцершреком» в окрестностях Берлина, конец апреля 1945

Виды боевой деятельности (в днях):
| Год   | В наступлении | В обороне | В резерве Ставки ВГК | В резерве фронта | В резерве армии | Во 2-м эшелоне | В 3-м эшелоне |
| ----- | ------------- | --------- | -------------------- | ---------------- | --------------- | -------------- | ------------- |
| 1941  | 21            | 21        | -                    | -                | 9               | -              | -             |
| 1942  | 105           | 118       | 124                  | -                | 23              | -              | -             |
| 1943  | 49            | 42        | 253                  | 21               | -               | -              | -             |
| 1944  | 81            | 111       | 136                  | 31               | 26              | -              | -             |
| 1945  | 72            | 8         | -                    | 40               | 11              | -              | -             |
| Итого | 328           | 300       | 513                  | 92               | 69              | -              | -             |

### Послевоенные годы
5 июля 1945 года, на основании приказа НКО СССР № 0013 от 10 июня 1945 года, 1-я гвардейская танковая бригада переформирована в 1-й гвардейский танковый полк, в/ч 32501 (Глаухау), который вошёл в состав 8-й гвардейской механизированной дивизии

## Тактика успеха
В годы Великой Отечественной войны частями РККА широко применялись танковые засады, которые показали себя весьма эффективной формой активной обороны. В частности, по мнению командира 1-й гвардейской танковой бригады М. Е. Катукова, «наилучшим способом ведения оборонительного боя являются действия из засад». Его танковая бригада в 1941 году сочетала действия из засад с короткими внезапными атаками ударной группы при хорошо проведённой разведке. Самый результативный танкист Красной Армии за всю Великую Отечественную войну Д. Ф. Лавриненко добился своих результатов, благодаря именно этой тактике. Из описаний боёв с участием Лавриненко следует, что, прежде чем атаковать противника, он внимательно изучал местность, чтобы правильно выбрать направление атаки и вид последующего манёвра. Пример одного из приёмов, который применил Лавриненко в боях под Мценском:

…лейтенант Дмитрий Лавриненко, тщательно замаскировав свои танки, установил на позиции брёвна, внешне походившие на стволы танковых орудий. И не безуспешно: фашисты открыли по ложным целям огонь. Подпустив гитлеровцев на выгодную дистанцию, Лавриненко обрушил на них губительный огонь из засад и уничтожил 9 танков, 2 орудия и множество гитлеровцев.
— Генерал армии Д. Д. Лелюшенко, Заря Победы, 1966
В периоды наступательных действиях бригада применяла тактику танковых рейдов в глубокий тыл противника.

## В составе
Периоды вхождения в состав Действующей армии:
| - с 04.10.1941 по 11.11.1941 (4 тбр) - с 11.11.1941 по 01.04.1942; - с 30.06.1942 по 09.09.1942; | - с 15.10.1942 по 01.02.1943; - с 15.02.1943 по 12.03.1943; - с 28.04.1943 по 10.09.1943; | - с 30.11.1943 по 06.09.1944; - с 22.11.1944 по 09.05.1945 |

4-я танковая бригада:
| Дата          | Корпус | Армия      | Фронт (военный округ)                |
| ------------- | ------ | ---------- | ------------------------------------ |
| на 01.09.1941 | -      | -          | Харьковский военный округ            |
| на 01.10.1941 | -      | -          | Резерв Верховного Главнокомандования |
| на 01.11.1941 | -      | 16-я армия | Западный фронт                       |

1-я гвардейская танковая бригада:
| Дата          | Корпус                                  | Армия                          | Фронт (военный округ)                |
| ------------- | --------------------------------------- | ------------------------------ | ------------------------------------ |
| на 01.12.1941 | -                                       | 16-я армия                     | Западный фронт                       |
| на 01.01.1942 | -                                       | 20-я армия                     | Западный фронт                       |
| на 01.02.1942 | -                                       | 20-я армия                     | Западный фронт                       |
| на 01.03.1942 | -                                       | 5-я армия                      | Западный фронт                       |
| на 01.04.1942 | -                                       | -                              | Московский военный округ             |
| на 01.05.1942 | 1-й танковый корпус                     | -                              | Брянский фронт                       |
| на 01.06.1942 | 1-й танковый корпус                     | -                              | Брянский фронт                       |
| на 01.07.1942 | 1-й танковый корпус                     | -                              | Брянский фронт                       |
| на 01.08.1942 | 1-й танковый корпус                     | -                              | Брянский фронт                       |
| на 01.09.1942 | 1-й танковый корпус                     | 5-я танковая армия             | Резерв Верховного Главнокомандования |
| на 01.10.1942 | 3-й механизированный корпус             | -                              | Московский военный округ             |
| на 01.11.1942 | 3-й механизированный корпус             | 22-я армия                     | Калининский фронт                    |
| на 01.12.1942 | 3-й механизированный корпус             | 22-я армия                     | Калининский фронт                    |
| на 01.01.1943 | 3-й механизированный корпус             | 22-я армия                     | Калининский фронт                    |
| на 01.02.1943 | 3-й механизированный корпус             | 22-я армия                     | Калининский фронт                    |
| на 01.03.1943 | 3-й механизированный корпус             | 1-я танковая армия             | Северо-Западный фронт                |
| на 01.04.1943 | 3-й механизированный корпус             | 1-я танковая армия             | Резерв Верховного Главнокомандования |
| на 01.05.1943 | 3-й механизированный корпус             | 1-я танковая армия             | Воронежский фронт                    |
| на 01.06.1943 | 3-й механизированный корпус             | 1-я танковая армия             | Воронежский фронт                    |
| на 01.07.1943 | 3-й механизированный корпус             | 1-я танковая армия             | Воронежский фронт                    |
| на 01.08.1943 | 3-й механизированный корпус             | 1-я танковая армия             | Воронежский фронт                    |
| на 01.09.1943 | 3-й механизированный корпус             | 1-я танковая армия             | Воронежский фронт                    |
| на 01.10.1943 | 3-й механизированный корпус             | 1-я танковая армия             | Резерв Верховного Главнокомандования |
| на 01.11.1943 | 8-й гвардейский механизированный корпус | 1-я танковая армия             | Резерв Верховного Главнокомандования |
| на 01.12.1943 | 8-й гвардейский механизированный корпус | 1-я танковая армия             | 1-й Украинский фронт                 |
| на 01.01.1944 | 8-й гвардейский механизированный корпус | 1-я танковая армия             | 1-й Украинский фронт                 |
| на 01.02.1944 | 8-й гвардейский механизированный корпус | 1-я танковая армия             | 1-й Украинский фронт                 |
| на 01.03.1944 | 8-й гвардейский механизированный корпус | 1-я танковая армия             | 1-й Украинский фронт                 |
| на 01.04.1944 | 8-й гвардейский механизированный корпус | 1-я танковая армия             | 1-й Украинский фронт                 |
| на 01.05.1944 | 8-й гвардейский механизированный корпус | 1-я гвардейская танковая армия | 1-й Украинский фронт                 |
| на 01.06.1944 | 8-й гвардейский механизированный корпус | 1-я гвардейская танковая армия | 1-й Украинский фронт                 |
| на 01.07.1944 | 8-й гвардейский механизированный корпус | 1-я гвардейская танковая армия | 1-й Украинский фронт                 |
| на 01.08.1944 | 8-й гвардейский механизированный корпус | 1-я гвардейская танковая армия | 1-й Украинский фронт                 |
| на 01.09.1944 | 8-й гвардейский механизированный корпус | 1-я гвардейская танковая армия | 1-й Украинский фронт                 |
| на 01.10.1944 | 8-й гвардейский механизированный корпус | 1-я гвардейская танковая армия | Резерв Верховного Главнокомандования |
| на 01.11.1944 | 8-й гвардейский механизированный корпус | 1-я гвардейская танковая армия | Резерв Верховного Главнокомандования |
| на 01.12.1944 | 8-й гвардейский механизированный корпус | 1-я гвардейская танковая армия | 1-й Белорусский фронт                |
| на 01.01.1945 | 8-й гвардейский механизированный корпус | 1-я гвардейская танковая армия | 1-й Белорусский фронт                |
| на 01.02.1945 | 8-й гвардейский механизированный корпус | 1-я гвардейская танковая армия | 1-й Белорусский фронт                |
| на 01.03.1945 | 8-й гвардейский механизированный корпус | 1-я гвардейская танковая армия | 1-й Белорусский фронт                |
| на 01.04.1945 | 8-й гвардейский механизированный корпус | 1-я гвардейская танковая армия | 1-й Белорусский фронт                |
| на 01.05.1945 | 8-й гвардейский механизированный корпус | 1-я гвардейская танковая армия | 1-й Белорусский фронт                |

## Командование бригады

### Командиры бригады
- гвардии генерал-майор танковых войск Катуков, Михаил Ефимович — с 11 ноября 1941 по 2 апреля 1942;
- гвардии полковник Чухин, Николай Дмитриевич — с 3 апреля 1942 по 18 сентября 1942;
- гвардии полковник Горелов, Владимир Михайлович — с 19 сентября 1942 по 5 июля 1944;
- гвардии полковник Миндлин, Вениамин Аронович — с 6 июля 1944 по 24 августа 1944;
- гвардии полковник Бородин, Александр Сидорович — с 25 августа 1944 по 25 сентября 1944;
- гвардии полковник Темник, Абрам Матвеевич — с 26 сентября 1944 по 29 апреля 1945 (погиб в ходе штурма Берлина);
- гвардии полковник Земляков, Василий Иванович — со 2 мая 1945 по 5 июля 1945[95][96]

### Военные комиссары бригады, с 9.10.1942 заместители командира бригады по политической части
- гвардии полковой комиссар Бойко Михаил Фёдорович — с 11 ноября 1941 по 1 апреля 1942;
- гвардии полковой комиссар Деревянкин, Иван Григорьевич — с 1 апреля 1942 по 4 июля 1942;
- гвардии старший батальонный комиссар, с 17.11.1942 гвардии подполковник Ружин Антон Тимофеевич — с 4 июля 1942 по 2 февраля 1945 (погиб 2.02.1945);
- гвардии полковник Сорочинский Израиль Самуилович — с 17 февраля 1945 по 5 июля 1945[97]

### Начальники штаба бригады
- гвардии полковник Кульвинский, Павел Васильевич — с 11 ноября 1941 по март 1942;
- гвардии полковник Былинский Николай Фёдорович — с марта 1942 по июль 1942;
- гвардии полковник Рабинович Нисон Моисеевич — с июля 1942 по декабрь 1942;
- гвардии полковник Соловьёв Михаил Петрович — с декабря 1942 по 20 августа 1944;
- гвардии полковник Катиркин Евдоким Павлович — с 24 августа 1944 по 10 июня 1945[96]

## Отличившиеся воины бригады
За годы Великой Отечественной войны 4758 воинов 1-й гвардейской танковой бригады были удостоены орденов и медалей СССР, а 29 воинов-танкистов были удостоены звания Героя Советского Союза. Советскому танковому асу Дмитрию Фёдоровичу Лавриненко и Кабарду Локмановичу Карданову награда была присуждена посмертно в 1990 году. Двум воинам бригады это звание присвоено дважды.
| №  | Фото | Фамилия Имя Отчество годы жизни                           | Должность                                                                       | Звание                       | Дата Указа            | Обстоятельства подвига |
| -- | ---- | --------------------------------------------------------- | ------------------------------------------------------------------------------- | ---------------------------- | --------------------- | --- |
| 1  |      | Беляев Вячеслав Васильевич (15.9.1923 — 19.3.2000)        | командир танкового взвода                                                       | гвардии старший лейтенант    | 27.2.1945             | За мужество и героизм, проявленные при форсировании реки Пилица и удержании плацдарма на её западном берегу у города Нове-Място. |
| 2  |      | Бодров Алексей Федотович (1923 — 16.1.1945)               | командир танка                                                                  | гвардии младший лейтенант    | 27.2.1945 (посмертно) | За мужество и героизм, проявленные при форсировании реки Пилица и удержании плацдарма на её западном берегу у города Нове-Място. |
| 3  |      | Бойко Иван Никифорович (24.10.1910 — 12.5.1975)           | командир танкового батальона (тб), командир 64-й танковой бригады               | гвардии майор, полковник     | 10.1.1944, 26.4.1944  | Дважды Герой Советского Союза: за умелое командование полком, личное мужество в боях за город Казатин, а также за успешное командование 64-й гвардейской танковой бригадой и героизм, проявленный при форсировании рек Днестр и Прут и освобождении города Черновицы (Черновцы). |
| 4  |      | Бочковский Владимир Александрович (28.6.1923 — 7.9.1999)  | командир танковой роты (тр)                                                     | гвардии капитан              | 26.4.1944             | За форсирование реки Теребна у села Романово Село Збаражский района Тернопольской области, захват плацдарма и бои по его расширению. |
| 5  |      | Бурда Александр Фёдорович (12.4.1911 — 25.1.1944)         | командир танкового взвода                                                       | гвардии подполковник         | 26.4.1944 (посмертно) | За бой с превосходящими силами противника по спасению штаба и знамени бригады в районе села Цыбулев (ныне посёлок Монастырищенского района Черкасской области Украины) |
| 6  |      | Гавришко Николай Иосифович (18.10.1918 — 7.6.1976)        | командир танкового батальона                                                    | гвардии майор                | 26.4.1944             | За отличие в ходе Проскуровско-Черновицкой операции. |
| 7  |      | Головин Иван Васильевич (16.10.1920 — 25.4.1965)          | командир танковой роты                                                          | гвардии старший лейтенант    | 27.2.1945             | За мужество и героизм, проявленные при форсировании реки Пилица и удержании плацдарма на её западном берегу у города Нове-Място. |
| 8  |      | Горелов Владимир Михайлович (22.6.1909 — 28.1.1945)       | командир бригады                                                                | гвардии полковник            | 26.4.1944             | За умелое руководство частями, за личные подвиги в боях при форсировании реки Днестр. |
| 9  |      | Духов Алексей Михайлович (27.3.1921 — 29.12.1984)         | командир танковой роты                                                          | гвардии старший лейтенант    | 27.2.1945             | За мужество и героизм, проявленные при форсировании реки Пилица и удержании плацдарма на её западном берегу у города Нове-Място. |
| 10 |      | Жуков Владимир Александрович (1.8.1922 — 23.4.1945)       | командир танкового батальона                                                    | гвардии майор                | 27.2.1945             | За мужество и героизм, проявленные при форсировании реки Пилица и удержании плацдарма на её западном берегу у города Нове-Място. |
| 11 |      | Землянов Андрей Егорович (11.8.1924 — 25.8.1987)          | командир башни танка                                                            | гвардии сержант              | 24.5.1944             | За мужество и отвагу, проявленные при освобождении города Коломыя. |
| 12 |      | Игнатьев Андрей Николаевич (6.9.1921 — 19.3.2012)         | командир танка                                                                  | гвардии младший лейтенант    | 24.5.1944             | За мужество и отвагу, проявленные при освобождении города Коломыя. |
| 13 |      | Карданов Кабард Локманович (31.12.1920 — 23.3.1945)       | командир танкового взвода                                                       | гвардии лейтенант            | 5.5.1990 (посмертно)  | За отличие в ходе Проскуровско-Черновицкой операции. |
| 14 |      | Катуков Михаил Ефимович (4.9.1900 — 8.6.1976)             | командир 1-й гвардейской танковой армией                                        | генерал-майор танковых войск | 23.9.1944, (6.4.1945  | Дважды Герой Советского Союза: За умелое руководство 1-й гвардейской танковой армией в Львовско-Сандомирской операции, мужество и героизм, а также за умелое руководство боевыми действиями 1-й гвардейской танковой армии в Восточно-Померанской операции.                      |
| 15 |      | Лавриненко Дмитрий Фёдорович (1.10.1914 — 18.12.1941)     | командир танковой роты                                                          | гвардии старший лейтенант    | 5.5.1990 (посмертно)  | За мужество и героизм, проявленные в боях под Мценском и на волоколамском направлении под Москвой. |
| 16 |      | Луппов Евгений Алексеевич (27.1.1916 — 7.10.1977)         | командир башни Т-28 1-й роты 91-го тб 20-й ттбр (в 1941 - ком. тр 4-й тбр)      | младший командир             | 15.1.1940             | За мужество и героизм, проявленные при проведении разведку у озера Муоланъярви (ныне озеро Глубокое Выборгского района Ленинградской области) во время советско-финской войны 1939-40 годов.                                                                                     |
| 17 |      | Любушкин Иван Тимофеевич (20.7.1918 — 30.6.1942)          | командир танка                                                                  | гвардии лейтенант            | 10.9.1941             | За мужество и героизм, проявленные в боях под Мценском. |
| 18 |      | Манукян Андраник Александрович (10.5.1916 — 4.4.1986)     | начальник разведки 1-й гвардейской танковой бригады                             | гвардии капитан              | 27.2.1945             | За мужество и героизм, проявленные при проведении разведывательных операций в районе населённого пункта Цецылювка (южнее города Варка, Польша), захват мыса Ежув (восточнее города Лодзь) и взятие в плен начальника железнодорожной-станции Поддембина (ныне город Тушин).      |
| 19 |      | Метелев Василий Петрович (26.12.1913 — 16.6.2012)         | начальник штаба 56-й гвардейской танковой бригады                               | гвардии майор                | 10.1.1944             | За мужество и героизм, проявленные при выходе в тыл группировке противника в районе населённого пункта Святошино Киевской области и перекрытие шоссейной дороги Киев-Житомир, и за высокие результаты бригады на правом берегу Днепра, севернее Киева.                           |
| 20 |      | Подгорбунский Владимир Николаевич (25.4.1916 — 19.8.1944) | командир взвода разведывательной роты 19-й гвардейской механизированной бригады | гвардии старший лейтенант    | 10.1.1944             | За смелость и отвагу, проявленные при взятии Казатина. |
| 21 |      | Рафтопулло Анатолий Анатольевич (5.4.1907 — 21.4.1985)    | командир танкового батальона                                                    | капитан                      | 11.2.1942             | За мужество и героизм, проявленные в боях под Мценском. |
| 22 |      | Священко Юрий Григорьевич (12.1920 — 19.1.1945)           | командир танкового взвода                                                       | гвардии лейтенант            | 31.5.1945 (посмертно) | За мужество и героизм, проявленные во время рейда по тылам противника, участие во взятии населённых пунктов Александрув-Лудзки, Кшевеница, Нове-Място (Польша) и захват переправы через реку Варта в районе города Унеюв.                                                        |
| 23 |      | Сирик Дмитрий Иванович (24.10.1922 — 01.04.1944)          | командир танковой роты                                                          | гвардии старший лейтенант    | 26.4.1944 (посмертно) | За мужество и героизм, проявленные в боях за Станислав (ныне Ивано-Франковск). |
| 24 |      | Столярчук Флор Евстафиевич (18.8.1906 — 14.7.1944)        | начальник политотдела 150-й отдельной танковой бригады                          | гвардии полковник            | 23.9.1944 (посмертно) | За чёткую организацию и проведение партийно-политической работы, мобилизацию личного состава на выполнение боевых задач. |
| 25 |      | Тегенцев Владимир Петрович (19.9.1922 — 22.3.1987)        | командир танка                                                                  | гвардии младший лейтенант    | 27.2.1945             | За мужество и героизм, проявленные при форсировании реки Пилица и удержании плацдарма на её западном берегу у города Нове-Място. |
| 26 |      | Темник Абрам Матвеевич (19.10.1907 — 29.4.1945)           | командир бригады                                                                | гвардии полковник            | 31.5.1945 (посмертно) | За образцовое командование танковой бригадой в ходе Берлинской операции и проявленные при этом личное мужество и героизм. |
| 27 |      | Тихомиров Александр Васильевич (1916 — 16.4.1945)         | механик-водитель танка                                                          | гвардии старший сержант      | 27.2.1945             | За мужество и героизм, проявленные при форсировании реки Пилица и удержании плацдарма на её западном берегу у города Нове-Място. |
| 28 |      | Черяпкин Иосиф Григорьевич (12.11.1905 — 6.12.1995)       | командир 50-й гвардейской танковой бригады                                      | гвардии полковник            | 6.4.1945              | За образцовое командование танковой бригадой в ходе боёв в пригородах Варшавы и проявленные при этом личное мужество и героизм. |
| 29 |      | Шаландин Вальдемар Сергеевич (12.12.1924 — 6.7.1943)      | командир танкового взвода                                                       | гвардии лейтенант            | 10.1.1944 (посмертно) | За мужество и героизм, проявленные во время Курской битвы. |

Один кавалер ордена Славы трёх степеней:
| № | Фото | Фамилия Имя Отчество годы жизни                     | 3 степень | 2 степень | 1 степень | Обстоятельства подвигов |
| - | ---- | --------------------------------------------------- | --------- | --------- | --------- | --- |
| 1 |      | Тюляев Григорий Васильевич (12.11.1913 — 8.11.1982) | 5.1.1944  | 15.5.1944 | 23.9.1944 | - 25 декабря 1943 года в районе посёлка Корнин (Житомирская область) экипаж механика-водителя танка Т-34 истребил свыше 10 пехотинцев, вывел из строя 4 орудия, сжёг 4 автомашины. - 24 марта 1944 года танк Тюляева ворвался в колонну немецких войск в районе города Залещики (Тернопольская область) и истребил свыше 20 солдат и офицеров, подбил 14 автомашин. Экипаж танка одним из первых переправился через реку Днестр и преследовал отступающего противника. - 27 июля 1944 года в составе экипажа танка в уличных боях в Ярославе (Польша) уничтожил до 15 солдат и офицеров, подбил танк, вывел из строя штурмовое орудие. |

## Награды и наименования
| Награда (наименование)                | Дата награждения                                                                 | За что получена |
| ------------------------------------- | -------------------------------------------------------------------------------- | --- |
| Почётное звание «Гвардейская»         | присвоено приказом Народного комиссара обороны СССР № 337 от 11 ноября 1941 года | За отважные и умелые действия личного состава |
| Почётное наименование «Чертковская»   | присвоено приказом Верховного главнокомандующего № 078 от 3 апреля 1944 года     | За отличие в боях с немецкими захватчиками при освобождение города Чертков |
| Орден Ленина                          | награждена указом Президиума Верховного Совета СССР от 23 октября 1943 года      | За образцовое выполнение заданий командования на фронте борьбы с немецкими захватчиками и проявленные при этом доблесть и мужество |
| Орден Ленина                          | награждена указом Президиума Верховного Совета СССР от 5 апреля 1945 года        | За образцовое выполнение боевых заданий командования в боях с немецкими захватчиками при вторжении в пределы Бранденбургской провинции и проявленные при этом доблесть и мужество |
| Орден Красного Знамени                | награждена указом Президиума Верховного Совета СССР от 18 апреля 1944 года       | За образцовое выполнение заданий командования в боях с немецкими захватчиками в предгорьях Карпат, выход на юго-западную государственную границу и проявленные при этом доблесть и мужество |
| Орден Суворова II степени             | награждена указом Президиума Верховного Совета СССР от 10 августа 1944 года      | За образцовое выполнение заданий командования в боях с немецкими захватчиками, за овладение городами Перемышль и Ярослав и проявленные при этом доблесть и мужество |
| Орден Кутузова II степени             | награждена указом Президиума Верховного Совета СССР от 26 апреля 1945 года       | За образцовое выполнение заданий командования в боях с немецкими захватчиками при прорыве обороны немцев восточнее города Штаргард и овладении городами Бервальде, Темпельбург, Фалькенбург, Драмбург, Вангерин, Лабес, Фрайенвальде, Шифельбайн, Регенвальде, Керлин и проявленные при этом доблесть и мужество |
| Орден Богдана Хмельницкого II степени | награждена указом Президиума Верховного Совета СССР от 8 апреля 1944 года        | За образцовое выполнение заданий командования в боях за освобождение города Коломыя и проявленные при этом доблесть и мужество |

Личный состав бригады удостаивался благодарностей Верховного Главнокомандующего Вооружёнными Силами СССР 15 раз.

## Память
Вперёд, гвардейцы, сломим все преграды,

Мы рождены, чтоб в битвах побеждать,

Чужой земли ни пяди нам не надо,

А нашей никому не отобрать.
До 1991 года музей 1-й гвардейской танковой бригады размещался на территории 1-го гвардейского танкового полка Группы советских войск в Германии. В нём, в частности, были представлены подлинные экспонаты времён войны и 27 бронзовых бюстов Героев Советского Союза. После вывода советских войск из Германии, вся экспозиция музея была утеряна. За годы пребывания полка в России ветераны неоднократно ставили вопрос перед командованием полка о восстановлении музея, однако безрезультатно.
В честь героев 1-й гвардейской танковой бригады в разное время были установлены более 60 памятников войны: танки, САУ, монументы, обелиски и мемориальные доски на Украине, в России, Молдове и Польше. Их именами названы улицы, учебные заведения во многих городах России и Украины: улица Первогвардейская в Мценске и Волоколамске, улица Танкистов-гвардейцев в Жмеринке, проспект В. М. Горелова в Чорткове и многие другие. В восьми музеях России представлены экспозиции о 1-й гвардейской танковой бригаде, ей посвящены более 40 музеев и комнат Боевой Славы.
Много сделала для увековечения памяти «первогвардейцев» и маршала М. Е. Катукова его вдова — Екатерина Сергеевна Катукова. Установила мемориальную доску на доме, где жил М. Е. Катуков; добилась названия улицы его именем, создала музей гвардейцев на станции Трудовая, написала четыре книги воспоминаний, содействовала созданию музейного комплекса «История танка Т-34» на Дмитровском шоссе в деревне Шолохово.
Благодаря фотолетописцу бригады гвардии лейтенанту запаса Виктору Егоровичу Шумилову сохранилось множество фотоснимков танкистов бригады. Рядовой Шумилов начинал работать наборщиком типографии дивизионной многотиражки «Советский патриот», воевал в бригаде со дня формирования, прошёл в её рядах путь до Берлина и продолжал службу в ней после войны.
В 2005 и 2007 годах ветеранами 1-й гвардейской танковой бригады были опубликованы два обширных исследования о боевом пути бригады:
- «От Москвы до Берлина — Боевой путь 1-й гвардейской Чортковской дважды ордена Ленина Краснознамённой орденов Суворова, Кутузова и Богдана Хмельницкого танковой бригады» (поэт, член Союза литераторов России, бывший внештатный корреспондент армейской газеты «Гвардеец» А. М. Шишков)
- «Книга памяти первогвардейцев-танкистов» (руководитель музея боевой славы России при Бояркинской средней школе им. М. Е. Катукова Озёрского района Московской области В. А. Давыдов; член Совета ветеранов 1-й гвардейской танковой бригады, бывший механик-водителя танка Т-34 В. В. Ярошенко)

В этих работах также приведены списки безвозвратных потерь личного состава 1-й гвардейской танковой бригады, справки о героях, зачисленных навечно в списки бригады, перечни мемориальных памятников, монументов, обелисков в честь танкистов бригады, улиц и школ, названных в честь гвардейцев, перечислены экспозиции, находящиеся в историко-краеведческих музеях, посвящённые 1-й гвардейской танковой бригаде, список литературы о боевых действиях танкистов бригады и многие другие памятные материалы.

### Исследования
- Давыдов В. А., Ярошенко В. В. КНИГА ПАМЯТИ первогвардейцев-танкистов: Первой Гвардейской, дважды ордена Ленина, ордена Красного Знамени, орденов Суворова, Кутузова, Богдана Хмельницкого танковой бригады, погибших в годы Великой Отечественной войны 1941-1945 гг. на полях сражений с немецко-фашистскими захватчиками на всем Боевом пути — от Москвы до Берлина. — Изд. 2-е, испр.. — Калуга: «Полиграф-Информ», 2007. — 558 с. — 130 экз.
- Шишков А. М. От Москвы до Берлина — Боевой путь 1-й гвардейской Чортковской дважды ордена Ленина Краснознамённой орденов Суворова, Кутузова и Богдана Хмельницкого танковой бригады. — М.: Комитет по телекоммуникациям и средствам массовой информации города Москвы, 2005.
- Шеин Д. В. 1-я гвардейская танковая бригада в боях за Москву. — Фронтовая иллюстрация, № 4. — М.: Стратегия КМ, 2007. Архивировано 28 декабря 2016 года.
- Лившиц Я. Л. Первая гвардейская танковая бригада в боях за Москву: [октябрь 1941 г. ― апрель 1942 г.]. — М.: Воениздат, тип. им. Тимошенко, 1948. — 260 с.
- Ростков А. Ф. Первые гвардейцы-танкисты. — Издание 2-е, доп. — М.: Московский рабочий, 1975. — 352 с.
- Сдвижков И. Бои под Мценском в октябре 1941 года: Немецкий взгляд. // Военно-исторический архив. — 2012. — № 2. — С.148—180.
- Щекотихин Е. Е. Первый Воин - Первая танковая гвардия: рождение, слава, память. — Орёл: Александр Воробьёв, 2011. — 270 с. — 300 экз. — ISBN 978-5-99290-110-8-11.
- Щекотихин Е. Е. Орловская битва — два года: факты, статистика, анализ. В 2-х кн. — Орёл: Александр Воробьёв, 2006. — 744 с. — 400 экз. — ISBN 5-900901-77-7.
- Феськов В. И., Калашников К. А., Голиков В. И. Глава 4. Бронетанковые и Механизированные войска Красной Армии в годы войны. // Красная Армия в победах и поражениях 1941—1945 гг.. — Томск: Издательство Томского университета, 2003. — С. 196. — 619 с. — ISBN 5-7511-1624-0.
- Феськов В. И., Голиков В. И., Калашников К. А., Слугин С. А. Вооружённые Силы СССР после Второй мировой войны: от Красной Армии к Советской (часть 1: Сухопутные войска) / под науч. ред. В. И. Голикова. — Томск: Изд-во НТЛ, 2013. — 640 с. — 500 экз. — ISBN 978-5-89503-530-6.
- Великая Отечественная война, 1941—1945 : энциклопедия / под ред. М. М. Козлова. — М. : Советская энциклопедия, 1985. — С. 784. — 500 000 экз.
- Чертковская танковая бригада // «Ташкент» — Ячейка стрелковая / [под общ. ред. А. А. Гречко]. — М. : Военное изд-во М-ва обороны СССР, 1976. — С. 464. — (Советская военная энциклопедия : в 8 т. ; 1976—1980, т. 8).
- XIV (с 1 гв. тбр по 10 гв. тбр включительно) // Гвардейские танковые бригады. Боевой состав и боевая деятельность за 1941-1945 гг. в Великой Отечественной войне / В. П. Зелинский. — М.: Штаб БТ и МВ СА, 1952. — С. 5—32. — 234 с. — 3 экз.
- Гл. упр. кадров МО СССР. Командование корпусного и дивизионного звена Советских Вооружённых Сил периода Великой Отечественной войны 1941-1945 гг / подбор и оформ. А. И. Калабин. — М.: Военная Академия им. М. В. Фрунзе, 1964. — 572 с. — (приложение к книге «Военные кадры Советского государства в Великой Отечественной войне 1941—1945 гг.»).
- Руководящий политический состав управлений фронтов, флотов, армий, флотилий, корпусов, дивизий, соединений Военно-Морского Флота и танковых бригад периода Великой Отечественной войны 1941—1945 гг. / подбор и оформ. А. С. Жерздев. — М.: Издание Военной академии имени М. В. Фрунзе, 1968. — 979 с.
- X. Управления гвардейских танковых бригад // Перечень № 7 Управлений бригад всех родов войск входивших в состав действующей армии в годы Великой Отечественной войны 1941—1945 гг / А. П. Покровский. — М.: Министерство обороны, 1956. — С. 65, 67. — 131 с.
- Сборник приказов РВСР, РВС СССР, НКО и Указов Президиума Верховного Совета СССР о награждении орденами СССР частей, соединений и учреждений вооруженных сил СССР. Часть I. 1920—1944 гг. — М.: Управление делами МО СССР, 1967. — 601 с.
- Сборник приказов НКО, Министра обороны СССР и Указов Президиума Верховного Совета СССР о награждении орденами СССР частей, соединений и учреждений вооруженных сил СССР. Часть II. 1945—1966 гг. — М.: Управление делами МО СССР, 1967. — 459 с.
- Лобода В. Ф. Тюляев Григорий Васильевич // Солдатская слава. — М., 1963. — Т. 1. — С. 264—265.
- Кавалеры ордена Славы трёх степеней: Краткий биографический словарь / Пред. ред. коллегии Д. С. Сухоруков. — М.: Воениздат, 2000. — 703 с. — 10 000 экз. — ISBN 5-203-01883-9.

### Мемуары
- Бабаджанян А. Х. Дороги победы. — М.: Молодая гвардия, 1975. — 288 с.
- Бойко И. Н. На острие атаки. — 1974.
- Вареник В. День танкиста в полку Катукова // Обнинский пенсионер. — 2007. — 28 сентября (№ 13).
- Гетман А. Л. Танки идут на Берлин. — М.: Наука, 1973. — 392 с.
- Дрёмов И. Ф. Наступала грозная броня. — Киев: Издательство политической литературы Украины, 1981. — 168 с.
- Жилин В. А. Воспоминание об отце // Герои-танкисты 44-го… Документальные очерки. Книга 1. — М.: Воениздат, 2003. — 544 с. — 1000 экз. — ISBN 5-7873-0036-4.
- Жуков Ю. А. Люди сороковых годов. — М.: Советская Россия, 1975.
- Катуков М. Е. На острие главного удара / Литературная запись В. И. Титова. — Изд. 2-е, испр. — М.: Воениздат, 1974. — 427 с. — (Военные мемуары).
- Катукова Е. С. Памятное / лит. ред. Р. Поликашина, И. Веснина. — М.: Издание Благотворительного фонда памяти писателя Владимира Чивилихина, 2002. — 438 с.
- Лелюшенко Д. Д. Москва — Сталинград — Берлин — Прага. Записки командарма / АН СССР, Отделение истории. — 4-е, испр. — М.: Наука, 1987. — 408 с. — (Борьба народов против фашизма и агрессии). — 50 000 экз.
- Рафтопулло А. А. За каждую пядь земли // Год 1941. Юго-Западный фронт. — Львов: Каменяр, 1970. — С. 268—275.
- Рафтопулло А. А. В атаке «Тридцатьчетвёрки». — Саратов: Приволжское книжное издательство, 1973. — 112 с.
- Рафтопулло А. А. Дороже жизни. — М.: ДОСААФ, 1978. — 144 с.
- Рафтопулло А. А. Огнём сердец. Из воспоминаний офицера-танкиста. — Киев: Молодь, 1962.
- Соболев А. М. Разведка боем. Записки войскового разведчика. — М.: Московский рабочий, 1975. — 240 с.
- Шумилов В. Е. Раздумье у рейхстага. — Воронеж, 2000.

### Биографические повести и очерки
- Придиус П. Е. Вся гордость мира // Родное. — Краснодар: Книжное издательство, 1986. — С. 208—232. — 270 с. — 7000 экз.
- Филиппов С. К. Не померкнет никогда. — Краснодар: Периодика Кубани, 2004. — 320 с. — 5000 экз. — ISBN 5-331-00037-1.
- Не померкнет никогда : [О командире взвода 1-й гвард. танковой бригады Д. Ф. Лавриненко] / С. Филиппов; Рядом с передним краем : [О зенитчиках 31-й армии] / Г. Симкин. — М.: Молодая гвардия, 1987. — 302 с. — (Летопись Великой Отечественной). — 50 000 экз.
- Королёв В. С., Рафтопулло А. А. Танковый рейд. Очерк о жизни и боевом пути Героя Советского Союза гвардейца-танкиста Александра Фёдоровича Бурды. — Донецк: Донбас, 1978.
- Гарин Ф. А. Цветы на танках. — М., 1963.

### Другие публикации
- Барятинский М. Б. Советские танковые асы. — М.: Эксмо, 2008. — 352 с. — (Танки в бою). — 5000 экз. — ISBN 978-5-699-25290-9.
- Бессарабов Г. И. Только тут немного отлегло... Комсомольская правда (10 июля 1943). Дата обращения: 14 апреля 2013. Архивировано 17 апреля 2013 года.
- Быстров А. А. Танки. 1916—1945: Иллюстрированная энциклопедия. — М.: Бонус, Олма-Пресс, 2002. — ISBN 5-7867-0072-0, 5-224-02469-2.
- Исаев А. В. «Котлы» 41-го. История ВОВ, которую мы не знали. — М.: Яуза, Эксмо, 2005. — 400 с. — (Война и мы). — ISBN 5-699-12899-9.
- Сопов С. Орловщина в войне. Взгляд через объектив. — Орёл: Издательский Дом «Орлик», 2012. — 112 с. — 100 экз.

## Документы
- Отчёт боевых действий 1-й гвардейской танковой бригады с 4 октября по 23 декабря 1941 г.
- Участие в походах и боях / Исторический формуляр 1-го гвардейского танкового Чертковского дважды ордена Ленина Краснознамённого орденов Суворова, Кутузова и Богдана Хмельницкого полка имени Маршала бт/в М. Е. Катукова. Дата обращения: 2 апреля 2013. Архивировано 4 апреля 2013 года.
- Боевые действия бригады в Житомирско-Бердичевской операции (с 23 декабря 1943 по 30 января 1944). Танковый фронт. Дата обращения: 11 апреля 2013.